# История кумыков
История кумы́ков — история крупнейшего тюркского народа Северного Кавказа, основного этноса Тарковского шамхальства, являвшегося крупнейшим государственным образованием Северного Кавказа в период XIV—XVIII вв., и главной для российского государства целью и препятствием к покорению региона.

## Этноним

### Упоминание
Во второй половине XI в. кумыки и их этноним упоминается в сельджукских источниках.
В русских, турецких, европейских и персидских источниках кумыки также были известны под именем «дагестанских татар», «кумукских татар», «кумуков», «кавказских татар» и «терских татар».

### Происхождение этнонима «кумык»
Происхождение этнонима «кумык» («къумукъ») не до конца остаётся ясным. Большинство исследователей (Бакиханов, С. А. Токарев, А. И. Тамай, С. Ш. Гаджиева и др.) производили название от половецкого этнонима кимаки или от другого названия кыпчаков — куман.
В свою очередь Я. А. Фёдоров, основываясь на письменных источниках VIII—XIX вв., писал, что этноним «гумик — кумык — кумух» является коренным дагестанским топонимом, связанным с эпохой средневековья.

### Этноним кумыки и казикумыки
Согласно П. К. Услару, в XIX в. на Северном Кавказе терминами казикумык или казикумых именовали исключительно равнинах жителей кумыков, у которых русские заимствовали данные термины и стали называть жителей Кумуха. Похожего мнения был турецкий исследователь Б. Омер Боюка, который считал, что термины «Кумук» или «Казикумук», имеют кумыкское происхождения, связывая этот этноним с куманами (кыпчаки), которые, по мнению Омер Боюки «гомологичны» с кумыками. Топонимы на «Кумук», «Куман», «Кумаген», по мнению автора, так же распространены и в Анатолии (современная Турция). Б. А. Алборов выводил этноним «кумык» из тюркского слова «кум» (песок, песчаная пустыня).

В дореволюционных источниках относительно этнонима кумыков приводится следующая информация: 
По низовью Терека живет  с незапамятных дней народ Татарского поколения, называемый Кумыками, Кази-Кумыками, Кумыхами.
В другом дореволюционном источнике «кумыки» и «казыкумыки» упоминаются «ветвью одного тюркского народа». О похожем писал Семён Михайлович Броневский с разницей в одном тезисе. По нему кумыки и казикумыки, одной сути «старожилые татары», поселившиеся на Кавказе до времён Темирлана.
Во французском источнике XIX века указывается, что гази-кумыки или кази-кумуки являются ответвлением самих кумыков, которые в свою очередь являются тюрками, живущими на реке Койсу.
Австрийский историк и востоковед Хаммер Пургшталь в 1840-м году, в разделе «Тюркские племена» упоминал кумыков как — «кимаки или кумуки», поселившиеся на западном берегу Каспийского моря, и которые делятся на кумуков и гази-кумуков. Начальником кумуков Хаммер-Пургшталь называл шамхала, а гази-кумуков Сурхая, проживавшего в Кумухе. Дополняя сведения о кумуках, которых Хаммер-Пургшталь упоминает одновременно и кимаками, он указывает, что страна в которой они живут является тюркской, как и сам народ (тюркский), принадлежащий к «составной части Трансоксаны (Центральной Азии)».
Доктор исторических наук и профессор Ашраф Ахмедов комментируя и переводя текст писаря Темирлана Шараф ад-дин Язди со староузбекоского пишет, что Кази-Кумук (в период упоминания писаря Темирлана) был заселен тюрками кумыками, для которых это было местом их жительства.

### Упоминание кумыков «Кумуками»
Существует гипотеза, что этноним "кумук" упоминается на равнине со времен арабо-хазарских войн. Арабские авторы писали о том, что Гумик живет в мире с царством Алан, другие - что из страны Гумик мы вступаем в землю алан. Это позволило Д'Оссону, Генриху Юлю, Борису Калоеву и др. сделать вывод о том, что Гумик соответствует равнинным землям кумыков. Как отмечают сторонники этой версии, мир и граница с аланами не были актуальными для отдаленной от алан горной территории.
Тюркский филолог и профессор Д. М. Хангишиев писал, что слово «Кумук» обозначало и топонимическое значение, так «Кумук» обозначал и территорию заселенную кумыками — равнины и предгорья от Уллучая до Терека. Кумыкский поэт XIX века Ирчи Казак в своих произведениях писал: кум. «Къайтар бизин Къумукъгъа», что в переводе — «Верни нас в Кумук (Кумыкию».
По данным тюрколога К. М. Алиев, в начале XV в. в форме «Комук», близкой к современному самоназванию этноса этноним кумыков впервые появляется и в османских (турецких) источниках, а с XVI в. кумыки упоминаются в них регулярно, в частности кумыкский шамхал именуется «Комук ве Кайтак хакими», кроме того, в этих источниках становятся известными и их субэтнонимы: бойнак, борган, тюмен, кайтаг, казы-кайтаки/ак кайтаки (белые кайтаки).
Тюркский филолог XI века — Махмуд аль-Кашгари, изучавший тюркские языки и создавший сборник-справочник тюркских языков, сравнимо с тюркской энциклопедией. В своей работе «Divânu Lügati›t-Türk» он сообщает, что «кумук» - это название тюркского племени, и что это же имя носит и их князь, с которым он лично имел возможность пообщаться.
Итальянский путешественник XIII века Плано Карпини в перечне покорённых монголами народы упомянул кумыков как - «Комуки».
Польский путешественник XVIII века Ян Потоцкий, посещавший современный Дагестан и другие регионы, упоминал кумыков, как «кумуки» и «тюрки кумуки», а так же упоминал об изучении им кумыкского языка, который по его словам был распространён от Терека до Дербента.
В статье «Несколько слов о Кумуках», выпущенная в газете «Кавказ» в 1852 году, кумыки упомянуты автором как «Кумуки», а земля кумыков как «Кумукская плоскость». По мнению автора, кумуки (кумыки) получили своё название из-за наличия на Кумыкской плоскости (в тексте Кумукская плоскость) песчаного грунта, которое по татарски (кумыкски) называется — «кумлукъ». В силу переустановок слов, получилось «кулмукъ», так по мнению автора упоминали арабы кумыков. Автор разграничивает «кумуков» (кумыков) от «кази-кумуков» (лакцев), где первые тюркского происхождения, а вторые «лезгинского». Иоганн Антон Гильденштедт так же различал эти этнонимы в 18 веке, указав, что жители округа Казикумух (казикумухцы) являются не кумыками, как можно предположить по схожести названий, а лезгинами (горцами).
В европейских источниках на рубеже первой половины XIX века, кумыки упоминаются «Кумуками» и «Кумыками», являющиеся тюрками, и получившие себе название от города Кумук, располагавшегося на реке Койсу (Сулак), на северо-западе Кавказа. Правителями кумыков по данным источника являлись князья, чей титул носил название «шамхал», а так же «Тарку». В заключении данного материала указывается, что Гази-Кумыки или Кази-Кумуки являются ответвлением этого народа.
Французский географ Конрад Мальт-Брюн в своей книге под названием  Universal geography, or a description of all parts of the world  в 1824 году упоминал кумыков «кумуками». Описывая место их проживания он дополнял, что страна кумуков простирается от берегов Терека до берегов Койсу. Она включает в себя города и Аграханский полуостров, а самые крупные города Эндирей и Тарки.
Во французской энциклопедии «Encyclopédie moderne», изданной в 1826 году, кумыки упоминаются «кумуками», родиной для которых является нижний (равнинный) Дагестан, а так же, что они тюркского происхождения, как и кайтаки. В другом французском источнике кумыки так же указаны как «кумуки», тогда как лакцы «lak».
Английский профессор Л. Р. Гордон в своей книге «The native races of the Russian empire», выпущенной в 1854 году, в разделе «Тюрки Кавказа», так же упоминал кумыков как «кумуки», живущих к югу от устьев Терека и вдоль берега Каспия. В 1920 году в англоязычной книге под названием «A manual on the Turanians and Pan-Turanianism, в которой подробно описываются тюркские народы и идеи «туранизма» и «пантуранизма», кумыки в ней указаны как «кумуки».
Кумуками называл кумыков и австрийский историк и востоковед Хаммер Пургшталь.
Британский историк XIX века сир Генри Хоуорт упоминал кумыков «кумуками», являвшимися, по его сведениям, самым могущественным племенем Дагестана и происходящих из тюркской расы от средневековых куманов.

### Упоминание кумыков «кумукскими татарами»
Европейский исследователь на рубеже первой половины XIX века K. K. Venugopal в 1845 году упоминал кумыков «кумукскими татарами».
«Кумукскими татарами» упоминал кумыков и европейский исследователь XIX века E. Lord.

### Упоминание кумыков «кумыкскими татарами»
Кумыкскими татарами упоминал кумыков русский учёный-географ второй половины XVIII века А. М. Щекатов. Щекатов в своей работе упоминая кумыков описывал их место расселение по северной части Кавказских гор и Каспийского моря.

### Упоминание кумыков «дагестанскими татарами»
Немецкий путешественник середины XVII века Адам Олеарий упоминал кумыков «дагестанскими татарами».
Русский советский этнограф немецкого происхождения Л. Я. Штернберг упоминал кумыков дагестанскими татарами, живущими по восточному побережью Каспийского моря, от Терека до Дербента.

### Иные упоминания кумыков и название южных кумыков
Южных кумыков, населявших так же равнинную часть Кайтагского уцмийства именовали «кайтагами». Сами себя южные кумыки называли «хайдакъ къумукълар», то есть «кайтагские кумыки». Диалект южных кумыков именуется «кайтагским» диалектом кумыкского языка.
Термин черкас в том числе применялся и к кумыкам, равно как и к кумыкским шамхалам (Черкес-хан)
Лавров Л. И. писал о факте, когда «Хосров-хан Шемаханский… упоминает „барагунские улусы черкас ондреевских“, то есть эндерийских». Лавров указывает, что, например, кумыкские князья Таймазовы в 1788 «очевидно, ошибочно названы были кабардинскими», и приводит в пример сведения «1761 и 1765 гг., подобно сочинениям И. А. Гильденштедта и Я. Потоцкого», в которых «называют боргунцев кумыками.»

Причина именования как минимум северных (засулакских) кумыков черкасами (черкесами), согласно сведениям Броневского 1823 года, приводимых и Девлет-Мирзой Шайхалиевым в 1848 году, объясняется географической природой термина «Черкесская область»:
...это Брагунское владение «причислено Черкесским областям по естественному начертанию живых урочищ, хотя брагунские жители, будучи татарского происхождения, принадлежат собственно отделению кумык».

### Упоминание кумыков другими народами
Другие народности Дагестана именовали кумыков жителями равнины.
Горцы Дагестана называли кумыков следующими названиями: лакцы — «гъумук», аварцы — «лъараг1ал» и «лъаг1идо», даргинцы — «джандар» и «къумухълан», цахуры — «гумухбы», ахвахцы — «лъаг1илъи».
Чеченцы называют кумыков — «г1умки», а ингуши — «г1умке».
Так же Аварцы называли кумыков «тралялал», даргинцы — «диркаланти», лакцы — «арниллса». Все данные названия обозначали жителей равнин или степей.

### Другие самоназвание кумыков
Автор конца XIX века А. В. Старчевский в составленном им словаре приводил кумыкское название кумыков арияк; Н. Я. Марр в свою очередь упоминал в качестве самоназвания кумыков этноним тузли[лер] (кум. тюзлюлер — равнинные), а по свидетельству П. К. Услара в кумыкском языке северные кумыки обозначались словом «мичихич» (кум. мычыгъыш) от названия пограничной с Чечнёй р. Мичик.

## Этногенез
Вопросы этногенеза кумыков на протяжении долгого времени являются предметом научной и околонаучной полемики. В основном, споры ведутся о том, какой этнический компонент сыграл решающую роль в складывании кумыкского этноса. В настоящее время существует несколько версий происхождения. Одна часть учёных предполагает, что решающая роль в этногенезе кумыков принадлежит тюркским племенам — хазарам, савирам и кипчакам (Л. И. Лавров, В. Ф. Минорский, Ю.Клапрот, большинство современных кумыковедов — Г-Р.Гусейнов и другие), другая часть — кавказоязычным племенам, подвергшимся тюркизации (В. В. Бартольд, С. Ш. Гаджиева,Г. С. Федоров-Гусейнов). Своеобразную позицию в этом вопросе занял А. А. Аликберов, считавший кумыков потомками племён гунно-савирского круга, мигрировавших в горы и смешавшихся там с местными племенами.
Генетическое исследование кумыков не подтвердило гипотезу происхождения кумыков от тюркизированных дагестанцев, как и не подтвердило тюрскско-миграционную гипотезу.
В связи с этим интересен вопрос об истории кумыкского языка. Периодизация кумыкского языка не установлена, но в его формировании последовательно принимали участие несколько компонентов: диалекты булгаро-хазарского, огузского и кипчакского типов. Дагестанский субстрат (остатки прежнего языка) в языке кумыков стал главным доводом сторонников версии о тюркизации дагестаноязычных племён кочевниками. Однако специалистами в области кумыкской лингвистики тюркологами Хангишиевым Д. М. и Гусейновым Г-Р. А-К. наличие дагестанского субстрата опровергнуто.
К вопросу о временных рамках этногенеза кумыков сторонники обеих версий подходят одинаково — большинство историков относят формирование кумыкского народа ко времени существования Хазарского каганата.

### Мнения об этногенезе
Среди учёных нет единства насчёт происхождения кумыков. Константин Фёдорович Смирнов считал население Кумыкской равнины VIII—X веков ближайшим предком нынешних обитателей страны — кумыков. Связывая происхождение кумыков с кыпчаками, С. М. Броневский полагал, что кумыки появились в Дагестане в XII—XIII веках вместе с кыпчаками. Согласно же И. Клапроту, кумыки появились в Дагестане одновременно с хазарами и после них здесь остались, а А. Вембери, в свою очередь, допускает проникновение кумыков в Дагестан одновременно с хазарами, где они встретили более древнее население и слились с ним. О дополовецкой истории кумыков свидетельствует и кумыкский фольклор. В нём сохранились пословицы и поговорки, уходящие корнями во времена существования Хазарского Каганата..
По мнению, В. В. Бартольда: «кроме ногаев из отуреченных лезгин образовалась народность кумыков», подразумевая под этнонимом «лезгины» горцев Дагестана В Большой Советской Энциклопедии, на основании трудов известного этнографа и специалиста по Кавказу Сакинат Гаджиевой была указана следующая версия этногенеза кумыков: 

В этногенезе кумыков участвовали древние племена — аборигены Северо-Восточного Дагестана и пришлые тюрко-язычные племена, особенно кипчаки, язык которых был воспринят аборигенами.— Большая советская энциклопедия: в 30 т. / Гл. ред. А. М. Прохоров. — 3-е изд. — М. : Сов. энцикл., 1969 – 1978
Генетическое исследование кумыков не подтвердило гипотезу происхождения кумыков от тюркизированных дагестанцев, как и не подтвердило тюрскско-миграционную гипотезу.

Русский учёный-востоковед Владимир Минорский выдвинул свою версию происхождения кумыков:
Современные тюрки кумыки, которые занимают северо-восточную часть Дагестана, вдоль побережья, быть может, включают основное ядро хазар, подкреплённое и ассимилированные более поздними пришельцами из Кипчакской степи.
Однако данная теория не пользовалась поддержкой известных учёных. Л. Н. Гумилёв, советский этнолог, связывал кумыков с хазарами и впоследствии пришёл к выводу об автохтонности и кавказском происхождения хазар, родиной которых считал Терскую равнину.

Советский этнограф С. А. Токарев также не разделял новой теории, связывая происхождение кумыков с народом «кам» или «камак», упомянутым у Плиниуса как жители Северного Дагестана ещё в 1 веке н. э. С. А. Токарев писал, что кумыки:
...представляют собой очень пёструю по происхождению народность. Её древний пласт, несомненно, дотюркский, яфетический. Есть мнение, что народ ками, камаки, упоминаемый уже у Птолемея, связан исторически с позднейшими кумыками. Тюркизация их начиналась ещё при хазарах, во 2-й половине 1-го тысячелетия н.э…. Набеги кипчаков (половцев, куманов) с X в. ещё более усилили здесь тюркский элемент. К этому времени, в связи с распадом хазарского каганата, видимо, и относится образование основного ядра кумыкского народа, хотя некоторые исследователи (Бартольд) и относят образование его к более позднему времени: ко времени, когда остатки разбитых монголами половцев спасались бегством на территории Дагестана.
Кроме того, советский этнограф-кавказовед Леонид Лавров также не поддерживал версию об «отуреченности» кумыков и подверг её сомнению: 

 Маловероятно, чтобы кумыки были тюркизированными дагестанцами, как это утверждают некоторые. Скорее их предками следует считать кипчаков, хазар и, может быть, других тюрок раннего средневековья. Желательно было бы выяснить: не имеют ли к ним отношение камаки, обитавшие в Северном Дагестане в начале нашей эры 
В этногенезе кумыков приняли участие различные тюркские племена Северного Кавказа. В XV веке при распаде Золотой Орды на среднем правобережье реки Терек образовался его осколок — Тюменское ханство, которое в основном было населено тюркоязычными родами тюмен, брагун, асов и дополовецкими тюрками, перемещёнными на правобережье реки Терек из области Бораган-Маджары, занимавшие в VII веке северокавказские степи. В армянских источниках приводятся названия 13 гунно-булгарских тюркских народов, занимавших территории и имевших города в рассматриваемом регионе — гюен, тюмен, чагар, сала, бюрчебий, дёгер, жандар, казак, бораган, оксунгур, торк и другие.
Профессор и тюрколог Д. М.  Хангишиев считал, что кумыки сформировались на современной их территории расселения в результате объединения различных тюркских племён. Само же формирования кумыков как отдельного тюркского этноса, по мнению, тюрколога Д. М. Хангишиева происходило в 8-10 веках на территории Хазарского Каганата.
Польский учёный-археолог и путешественник XIX века Ян Потоцкий, описывая кумыков и кумыкский язык писал, что народ, говорящий на нём представляет собой остаток великой куманской нации, к которой принадлежали половцы по Нестеру. В дополнении Потоцкий пишет, что кумыки сохранили костюмы, которыми пользовались древние скифы.
В область расселения данных тюркских племён входили Татартуп (Верхний Джулат) и Нижний Джулат, память о которых также сохранилась в фольклоре карачаевцев и балкарцев. Плано Карпини в XIII веке также упоминает покорённые монголами племена Хазарии под именами «комуков», «тарков», «ассов» и «чиркасов».
Мнение о том, что кумыки являются древнейшими обитателями Кумыкской равнины, Притеречья и Дагестана также поддерживается и более поздними исследователями: К. Кадыраджиевым, Ю. Кульчик и К. Джабраиловым, А. Кандуаровым, Б. Атаевым, М.-Р. Ибрагимовым.
Окончательное формирование кумыкского этноса происходило в XII—XVII веках.

## Этническая консолидация
Этно-образовательные процессы у кумыков начали возникать раньше, чем у многих соседних народов. Это объясняется более длительным национально-государственным строительством, что постепенно приводило к созданию единого этнокультурного пространства:

Только у народов, населявших равнинную часть, — кумыков, кабардинцев и осетин клановые связи уже уступали своё место другим формам связи, основанным на общности территории, социальной структуры, языка и культуры
Зачатки национального самосознания проявляются в 18 веке. Во время Персидского похода Петра I пленный священник объяснил убийство русских посланников утамышским султаном Махмуда местью за сожжение Эндирея — столицы феодального владения на севере Дагестана. В XIX веке кумыки сложились как единая национальность. Вот, что писал М. Б. Лобанов-Ростовский о кумыках:

В географии русских о Кавказе название кумыков исключительно присвоено племени, поселённому между Тереком и Сулаком, тогда как по ту сторону Сулака, до самого Дербента, живёт народ, говорящий одним и тем же языком и сам себя называющий кумыкским. Исключая несколько лезгинских деревень, он населяет все шамхальство Тарковское. Туземцы — оба народа признают за одним, и сами они различают себя прозванием заречных, которое взаимно дают друг другу.
Большая российская энциклопедия:

Во 2-й пол. 19 в, кумыки представляли собой относительно высококонсолидированный народ с развитыми этнич. признаками: распространением единого эндоэтнонима, регулярностью торгово-экономич. и культурных взаимосвязей и т. д. Процесс этнокультурной консолидации не устранил наличие этнографич. групп кумыков (буйнакские, каякентские, моздокские, хасавюртовские К.) и субэтносов (башлынцы, казанищенцы, эндиреевцы и др.), к-рые сохраняли специфич. черты в культуре, быту, фольклоре и т. д.

## Царство гуннов (савир) в Дагестане. Джидан. Гумик

Джидан

Первые упоминания о тюркоязычных племенах на территории Прикаспия относятся к II—IV векам нашей эры, когда в армянских и греческих источниках говорится о племенах барсилов и савиров. Закрепление позиций племён гуннского круга на территории Прикаспия происходит в III—IV веках. Вскоре в армянских источниках появляется страна гуннов, при этом гунны часто отождествляются с савирами. Царство гуннов (савир) активно участвовало в византийско-сасанидских войнах, выступая то на стороне греков, то на стороне иранцев. Вторжение тюркютов и усиление хазар в регионе привели к тому, что Царство гуннов (савир) стало зависимым от Хазарского Каганата, однако не утратило остатков самостоятельности. Царство гуннов (савир) при правителе Алп-Илитвере, по мнению А. В. Гадло, представляло собой образование, искавшее выхода из хазарской опеки и сближения с Албанией. Недовольный убийством заговорщиками союзного албанского князя Джеваншира в 669 году, Алп-Илитвер совершает вторжение в Албанию, принудив нового албанского князя Вараз-Трдата к принятию вассальной зависимости. В 682 году Алп-Илитвер вместе с Царством гуннов принимает христианство от Кавказской Албании. Важную роль в этом событии сыграл албанский епископ Исраэль.
Арабо-хазарские войны происходили на территории Царства гуннов, что привело к разрушению основных культурных центров на территории Прикаспия. Единое государство распадается на ряд уделов. Однако вскоре могущество прикаспийских гуннов было восстановлено. Аль-Масуди упоминает государство Джидан/Х.зан (Хунзан, Хандан), населённое близким к хазарам этносом, которое названо самой могущественной политической единицей в регионе, главным врагом мусульманского Дербента.
Царство Гумик обычно сопоставляется с прикаспийскими камаками Плиния Старшего, исторической областью Кумыкией, а также с селами Кафыр-Кумух и Кумух в Дагестане.
По многим спискам Дербент-наме области Ихран и Гельбах являются основой Кумука, по другим — троном Кумука. При этом Ихран отождествляется с восточной Аланией (равнинные территории республик Чечни, Ингушетии и Северной Осетии) с центром в Джулате (Татартупе).

## Формирование этноса и ранняя история
Начало складывания кумыкского этноса большинство специалистов относят ко временам Хазарского каганата. В V веке н. э. в Прикаспии армянскими источниками фиксируются «гунны» — племенной союз, по-видимому, возглавлявшийся тюркским (тюркско-угорским ?) племенем савиров. Гунно-савиры, встретившись на Кавказе с более ранними тюркскими и ираноязычными племенами, создали на территории Приморского Дагестана своё государство (в разных источниках фигурирует под названиями «Царство Гуннов», Джидан), в рамках которого и началось формирование кумыкского этноса. Гунно-савирское государство быстро стало одним из сильнейших стран в регионе, активно участвуя в ирано-византийских войнах, выступая то союзниками ромеев, то союзниками Сасанидов. Война против гуннов была настолько тяжёлой для Ирана, что сасанидские правители согласились платить гуннам ежегодную подать в обмен на заключение союза. Крупнейшими городами являлись Варачан, Семендер, Чунгарс и другие.
Междоусобные войны ослабили Царство Гуннов, которая попала в зависимость от Хазарского каганата, но не утратило остатков самостоятельности. Правители носили титул «эльтебер» — зависимых от хазарского кагана. Один из них, Булу Алп-Илитвер, стремясь выйти из-под опеки Каганата, принимает христианство от Кавказской Албании в 682 году. На территории Царства гуннов велись основные боевые действия арабо-хазарских войн. Часть населения бежала в горы Дагестана и создаёт государство Тавйяк (горная сторона в переводе с кумыкского, название «Дагестан» является огузо-персидской калькой с данного термина), которое впоследствии распадается на Шамхальство и Сарир. Династия шамхалов называется в дагестанской хронике История Маза ветвью ханско-хаканских поколений, то есть первая династия шамхалов имела хазарское происхождение. На равнине гунно-савиры сумели восстановить государственность: государство Джидан в X веке называется Аль-Масуди сильнейшим политическим образованием в регионе, также упоминается царство Сувар. В скором времени в степях Восточной Европы стали господствовать половцы.

## Вторжение монголов и Тамерлана
Первый поход монголов в степи Восточной Европы состоялся в 1222—1223 годах. Половцы, имевшие ставку на реке Сунжа, и аланы успешно противостояли монголам Субэдэю и Джебе. Но монголы сумели расколоть кипчакско-аланский союз и разгромить союзников поодиночке. В 1223 половцы и русские князья были разбиты монголами в битве на реке Калке. Во время Западного похода монголов был покорён Прикаспий. Плано Карпини в списке покорённых монголами народов упоминают народы комуков и тарки. Первая шамхальская династия, по некоторым данным, была смещена с трона и заменена чингизидской. Золотая Орда вступила в противоборство с другим осколком Монгольской империи — Улусом Хулагуидов. В конце XIV века южным соседом Орды стала империя Тамерлана. Хан Тохтамыш спровоцировал войну со среднеазиатским властителем. Ареной военных действий стал и Кавказ. Северокавказские союзники Орды, в том числе, и государственные образования кумыков. Было разгромлено Шамхальство и смещена чингизидская династия шамухалов, уничтожено кумыкоязычное население Салатавии, покорены области Тарки, Кайтаг, земли Терско-Сулакского междуречья (Область Мамукту/кумуков), разгромлены асы Буракана (бораганы).

## Тарковское шамхальство

### Образование шамхальства

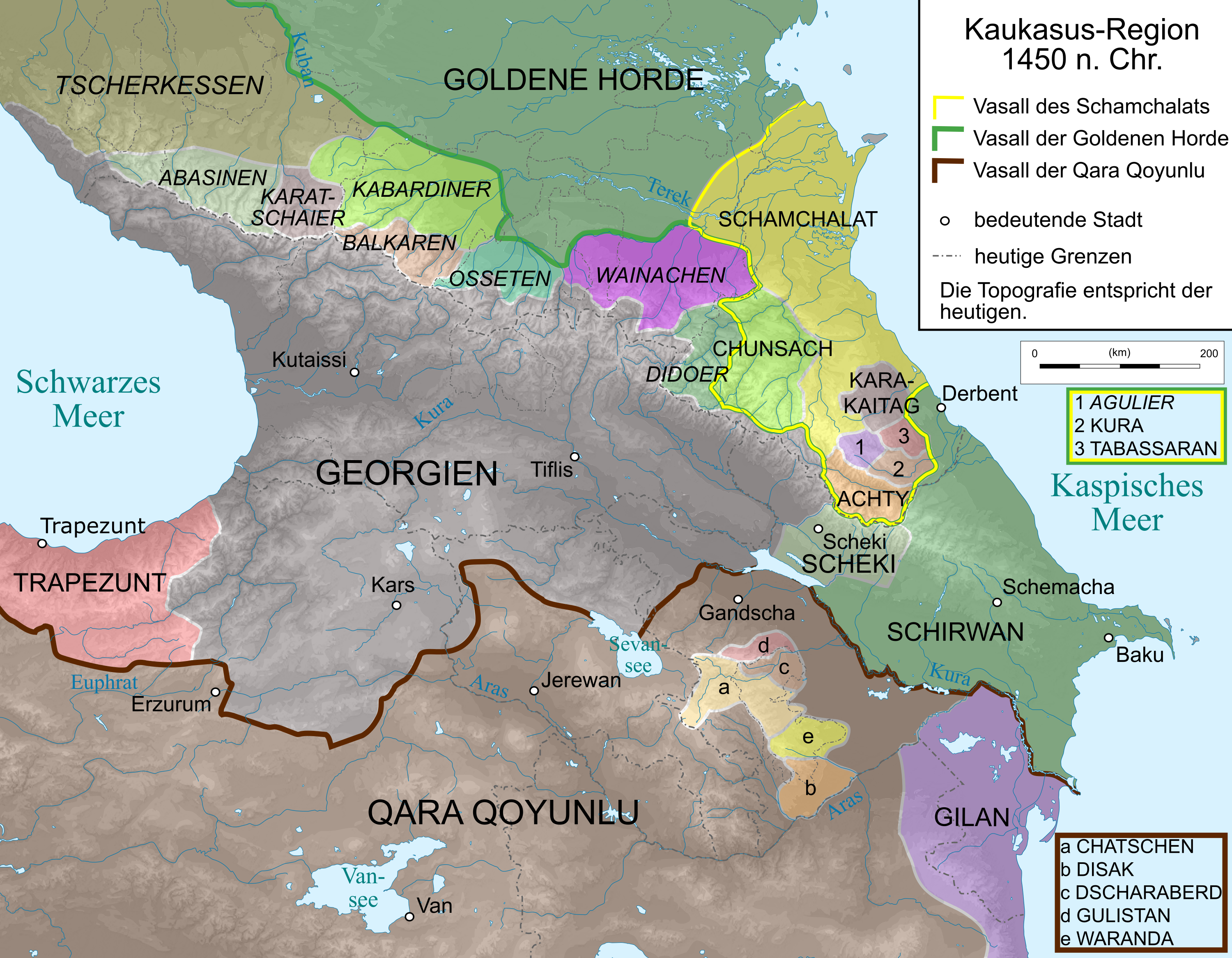
Шамхальство в 1450 году

Согласно сведениям османского путешественника Эвлии Челеби и других древних восточных авторов (Мирхонд, Шараф-хан Бидлиси, историческое произведение Татарханийе) Татартуп являлся первой столицей кумыкского государства Шамхальства.
По одной из версий, часть гунно-савиров во время арабо-хазарских войн уходит в горы Дагестана, что подтверждается новейшими археологическими данными, и создаёт там государство «Тавйяк» (Горная сторона), под властью которого оказались предки современных народов нахско-дагестанской группы языков. С ними связано появление в горном Дагестане топонимов (Хунзах), оронимов и гидронимов, связанных с этнонимом «гунн». Тавйяк впоследствии распадается на Тарковское Шамхальство и Сарир. Термин «шамхал» (исконная форма — шавхал, в русских летописях — шевкал) считается профессором А.Аликберовым переосмыслением старой гунно-савирской титулатуры. В район нынешнего Кумуха переселились представители тюркского родового объединения «кумук-атыкуз», от которых и пошло нынешнее название села (лакцами оно называлось Кеведи). Гумики неоднократно упоминаются во времена хазар. В 1064 году гумикские неверные нападают на мусульманский Дербент. К тому же году относится возвращение 3000 хазарских семей в прежний город Кахтан, вызванное завоеванием Поволжской Хазарии новыми кочевыми племенами. Любопытно, что царь Джидана выводил, согласно Аль-Масуди, свою родословную от арабского племени кахтан.
Впоследствии правители шамхальства принимают ислам и ко времени вторжения Тамерлана уже считаются главными воителями за веру (гази), как описывают их летописец Тамерлана Низам ад-Дин Шами. У историографов Тамерлана на Кавказе также упоминается загадочная область «Мамукту». В других списках она упоминается как «область кумуков» и является «не мусульманской».

### Усиление шамхальства

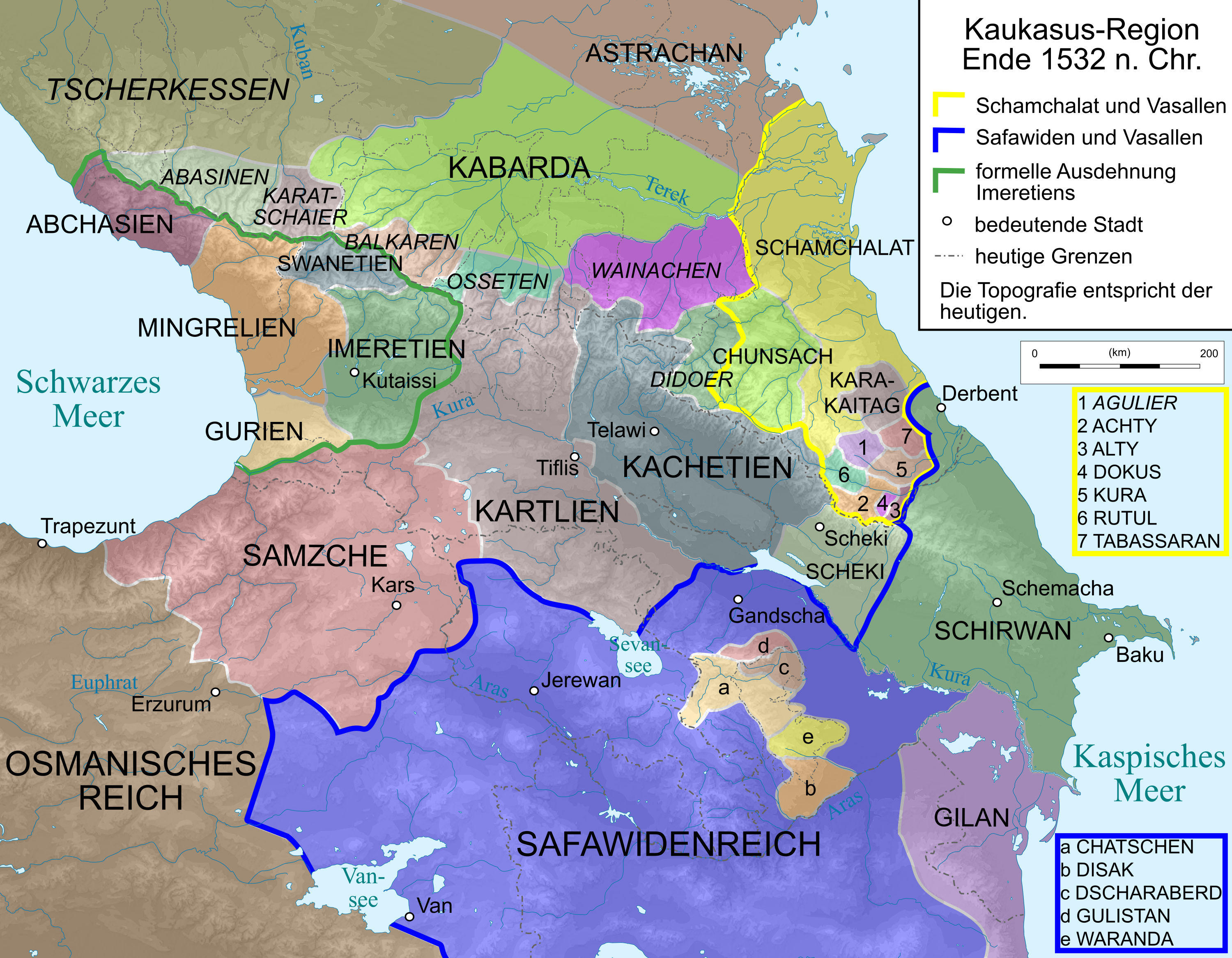
Шамхальство в 1532 году

Усиление шамхальства относится к 16-17 векам. При шамхале Чопане I государство владело «всем краем от границ Кайтака, Кюринского округа, Аварии, Черкесии и реки Терека до моря Каспийского». Великие мусульманские державы того времени понимали важное значение правителей кумыков и стремились склонить их на свою сторону. Шамхальство в период могущественного шамхала Чопана ибн Будая входило в состав Османской империи и участвовало в боевых действиях против Сефевидов в Ширване.

#### Походы Русского царства против Шамхальства
Русское царство в этот период организует ряд походов против Шамхальства. В 1567 году воевода Черемисинов взял Тарки, однако не сумел там закрепиться . Основана русская крепость на Тереке (крепость Терки) и захвачены земли Тюменского владения . Вторая крупная экспедиция, направленная против Шамхальства, которая возглавляется воеводой Хворостининым потерпела неудачу — в Терки вернулась лишь четверть русского войска. В 1604 году Борис Годунов посылает русское войско в поход против Шамхальства. Вновь была взята крепость Тарки, однако положение воеводы Бутурлина было очень тяжёлым из-за непрекращающейся партизанской войны кумыков. Вскоре произошла Караманская битва, в которой русское войско было практически уничтожено (потери составляли 7000, окромя "людей боярских). Это сражение, по мнению Н. М. Карамзина, оставило территорию современного Дагестана вне влияния царской России ещё на целых 118 лет.

### Распад Тарковского шамхальства
В XVII веке происходит дальнейшее раздробление кумыкского шамхальства; образовываются новые кумыкские феодальные ханства и княжества  — Эндиреевское ханство, Утамышский султанат, Мехтулинское ханство, Аксаевское княжество, Буйнакское владение, Брагунское княжество и другие. В 1642 году против шамхалов восстают лакцы и членами шамхальской династии образуется Казикумухское ханство.
Эндиреевское ханство, образованное Султан-Мутом, начинает оспаривать первенство у Тарковского шамхальства. Эндирей становится крупным культурным центром кумыков. Из-за больших размеров и важного значения он назывался «половиной Стамбула».

#### Русско-персидский конфликт 1651—1653 годов
В 1651 году по приглашению шамхала Сурхай III в Дагестан откочевал со своим улусом ногайский владелец Чобан-Мурза Иштереков. Для возвращения Чобан-Мурзы «под царскую руку» в Тарковское шамхальство было отправлено свыше семи тысяч царских солдат и дружины союзных Москве северокавказских феодалов. На Герменчикском поле, к северо-западу от Тарков произошло кровопролитное сражение между царской и кумыкско-ногайской армиями, завершившееся победой шамхала и его ногайского союзника. В том же году войска Сефевидов и шамхала осадили русский Сунженский острог, но не смогли его взять. Второй поход, состоявшийся в 1652—1653 годах закончился победой шамхала и Сефевидов: Сунженский острог был взят. Преемник Сурхая III Будай II был сторонником сближения с Турцией против Ирана и Россией.

### Упадок шамхальства

#### Персидский поход Петра I
Примечательно донесение князя Бековича-Черкасского Петру I о положении дел на Кавказе от 29 мая 1714 г., в котором он убеждает Российского государя в необходимости привлечения кумыкских владетелей на свою сторону, поясняя это следующим образом: «ежели народ сей, за помощью божиею вашим мудрым промыслом при вашей стороне, тогда сила ваш в том краю наилутше разширитъся может, оттого и другим страх будет понеже сего пригорного народа в тех сторонах безмерно боятся, а паче в страх персияне, которые для опасенъя своего кумыцким князьям и
шевкалам будто жалованье дают и ежели разсуждатъ их дела, то подобно дани, и расход великий от шаха персидского владельцам кумыцким повсягодно бывает» (Бекович-Черкасский А. // Алиев К. Таргу-наме. Лексикон… С. 48).
В конце XVII-начале XVIII веков шамхальство приходит в упадок. Кумыкские феодальные владения ко времени Персидского похода Петра I придерживались разных политических курсов. Эндиреевское владение было протурецкой ориентации, а тарковский шамхал Адиль-Гирей избрал пророссийскую позицию. Эндирей оказал сопротивление войскам Петра I, за что был сожжён.
До этого же, эндиреевским кумыкам с не большой группой чеченцев по началу удавалось сопротивляться большой имперской армии. Об этом повествует участник событий.  Эндиреевцы (кумыки) упомянуты первыми и естественно составляли большинство в армии:

"Когда Ветерани следовал ещё прямым путем от г. Терки к р. Койсу и сближаясь к Эндери вошел в ущелье, то, 23 июля вдруг, нечаянно, с высоких мест, из лесу, встретили его неприятели, коих было от 5 до 6 т. Эндерийцов и Чеченцов, стрелами и пулями, так жестоко, что несколько из российских войск было побито. Ветерани, вместо того, чтоб вдруг устремиться на деревню, долго медлил в ущелье и думал противиться неприятелю, у коего вся сила была скрыта". 
Сопротивление Петру оказал и Утамышский султанат в союзе с Кайтагским уцмийством. Султану Махмуду Утамышскому было направлено посольство с предложением принять российское подданство. Однако Махмуд не только не стал российским вассалом, но и убил казаков-посланников, передав Петру I, что так будет со всеми людьми императора, которые попадут к нему в руки. На реке Инчхе состоялось сражение, в котором русские, обладающие численным и технологическим превосходством, разбили войска Султан-Махмуд с подкреплением уцмия Ахмеда. Столица Утамыш была сожжена вместе с другими поселениями султаната. Владения Султан-Махмуда были переданы тарковскому шамхалу.
В дневнике участника похода Петра Генриха Брюса сохранилось слова Петра I о утамышцах (кумыках):

Другой пленник, когда был подведён к шатру (адмирала Апраксина), не хотел отвечать ни на один вопрос, которые ему предложили, тогда отдали приказ его раздеть и бить плетьми. Он, получив первый удар, вырвал шпагу у стоящего рядом офицера побежал к шатру адмирала и, наверное, убил бы его, если бы два часовых, стоявших у палатки, не вонзили ему свои штыки в живот. Падая, он вырвал зубами из руки одного часового кусок мяса, после чего его убили. Когда император вошёл в палатку, Адмирал Апраксин сказал, что он для того пришёл в эту страну, чтоб его пожрали бешеные собаки, во всю жизнь ещё ни разу так не испугался. Император, улыбаясь, ответил: "Если б этот народ (кумыки) имел понятие о военном искусстве (организации), тогда бы ни одна нация не могла бы взяться за оружие с ними (то есть воевать с ними).
Убедившись, что целью Петра I является Дербент, союзник Утамышского султана уцмий Ахмед-хан подал прошение о принятии его в российское подданство. Однако это вовсе не означало успокоения дагестанских владетелей. Уже 20 сентября 1722 года комендант Дербента Андрей Юнгер доложил, что воины Хаджи-Дауда, уцмия, казикумухского Сурхай-хана и утемышского султана Махмуда захватили русский редут на реке Орта-Буган (в шестидесяти верстах от Дербента) «и люди караулные от неприятеля побиты». По сведениям дербентского наиба, трёхдневный штурм обошёлся нападавшим в 400 погибших, но из гарнизона в 128 солдат и шесть казаков спаслись в камышах лишь три человека . 19 и 21 сентября горцы штурмовали «транжамент» уреки Рубаса; нападение было отбито, но в укреплении обвалилась стена, и гарнизон пришлось вывести в город. Генерал-майор Кропотов доложил, что воины Султан Махмуда и уцмия напали на его арьергард под Буйнакском. Дороги стали настолько опасными, что командир аграханского укрепления полковник Маслов получил 28 августа приказ не посылать никого к армии, поскольку «проехать землёю от горских народов невозможно»; в его «транжаменте» скопились курьеры с бумагами из Сената, Коллегии иностранных дел и других учреждений. Султан-Махмуд в союзе с уцмием, собрав 20 тысяч человек войска, последовали за отступающим русскими войсками, но не вступили с ними в крупное сражение.
Шамхал Адиль-Гирей недовольный строительством русской крепости Святого Креста вблизи Тарков решил оставить российское подданство и поднял бунт. Его пообещал поддержать уцмий Ахмед-хан, однако помощи шамхал не дождался. Шамхал Адиль-Гирей был схвачен и отправлен в ссылку в город Кола Архангельской губернии. Достоинство шамхала было упразднено. Однако власть русской администрации была очень слабой. Вскоре здесь вновь усилилось влияния персов.
Пытаясь воспользоваться благоприятной ситуацией, аварский хан Умма-хан совершает набег на шамхальство. Сражение привело к полному поражению нападавших и гибелью аварского хана.

#### Сопротивление кумыков войску Петра I в районеКумтуркалов: тактика и последствия
Кумыкские повстанцы не ограничивались обороной своих селений. Они активно противостояли карательным отрядам, оказывая упорное сопротивление в районе Исису, Кумтуркалов и Верхних Казанищ, совершая крупные вылазки и переходя в наступление. Российское командование признавало высокую эффективность действий кумыкских повстанцев, прибегая к использованию регулярных войск и артиллерийского огня картечью для подавления восстания. Победные рапорты замалчивали многочисленные неудачи: так, Маркович задокументировал случай попадания казаков в засаду кумыков под Кумтуркалами во время преследования якобы отступающих повстанцев. Полковник Еропкин в своём отчёте прямо указывал на неспособность казаков противостоять кумыкам без поддержки регулярной армии. Он подчеркивал, что "без регулярных тысячею против ста человек стоять никогда не будут", описывая случай, когда он едва избежал пленения под Кумтуркалами.
Несмотря на то, что в открытых сражениях правительственные войска одерживали верх благодаря превосходству в огневой мощи и координации, кумыки успевали эвакуироваться в горы до прибытия карательных отрядов, спасая ценное имущество и скот. Разрушение деревень стало следствием этих столкновений.

#### Походы Надир-Шаха в Дагестан
В 1734 году Надир-Шах восстановил шамхальство, утвердив в качестве правителя сына шамхала Адиль-Гирея Хасбулата. Среди противников иранского шаха оказались другие кумыкские феодальные образования, в частности, Мехтулинское ханство. Во время походов Надир-шаха в Дагестан Ахмед-Хан Мехтулинский возглавляет объединённое дагестанское войско в Аймакинской битве, в которой персидские войска потерпели полное поражение. За разгром войск Надир-шаха, турецкий султан Махмуд I пожаловал Ахмед-хану Мехтулинскому почётное звание генерала османской армии и звание шамхала Дагестана. Аббас Кули-ага Бакиханов также пишет, что турецкий султан «…Ахмед-хану, беку Джангутайскому даровал чин силахшора и звание шамхала и 20 мешков денег».
Во второй половине XVIII века происходит русификация политики шамхалов. Однако большое количество кумыкских феодалов поддержало движение Шейха Мансура, поучаствовав в крупных военных операциях повстанцев.

## Терские кумыки
Кумыки исторически расселяющиеся по Терско-Сунжескому междуречью, чья территория ныне входит в состав Северной-Осетии и Чечени именуются — 'терские кумыки’.
Предки терских и моздокских кумыков являлись частью
позднесредневековой общности, обозначенной В.М. Батчаевым как «алано-
тюрки», большая доля которой была в XV столетии оттеснена силой
исторических обстоятельств в горы, где явилась ядром формирования
карачаевцев и балкарцев.
Терско-Сунженское междуречье являлось владениями кумыкских правителей Области расселения терских кумыков (кумыков, живущих вдоль реки Терек) исторически связаны с Тюменским владением (Шевкальской Тюменью), Брагунским княжеством, ордынскими Маджарами и прикубанскими степями. Ныне территории входят в состав Чечни, Северной Осетии и Ингушетии.

### Моздокские
Наиболее крупным селением моздокских кумыков является селение Кизляр (Северная Осетия). После другое кумыкское селение — Предгорное (Борасув-отар). Данная группа кумыков наиболее обособлена не
только в географическом отношении, но и в историко-политическом.
Территория кумыков, проживающая в Моздокском районе в период существование Золотой Орды входила в область «Джулат». В начале XV-XVI века данная территория входила в состав Тюменского ханства. На карте немецкого картографа Антония Вида в 1537 году, эта территория указана, как «Тюмень Малая».
Во второй половине XVI в. на территории современного г. Моздок, как и
развалины Верхнего Джулата (близ станицы Змейской Кировского района
Республики Северная Осетия-Алания) вошли в состав, вновь, возникшей Малой
Кабарды. Путешественники оставили свидетельства о компактном с
кабардинцами проживании кумыков в первой половине XVIII столетия во всё том же Верхнем Джулате – или  его иное название –
Татартуп. За 90 лет до этого турецкий путешественник Эвлия Челеби
подчеркивал проживание в окрестностях Джулата «множества хранителей-
тюрбедаров, которые происходят из кумыков».
Князь Эльмурза Бекович-Черкасский, вступивший на русскую службу в 1720-х, переселился с частью своих подданных, включая кумыков Малой Кабарды, в крепость «святого креста». Там их причислили к опустевшей Окочирской слободе. После Гянджинского мира с Персией они обосновались в Кизляре, сформировав Окочирский квартал. Академик Иоганн Гильденштедт, путешествуя по Кавказу в 1770-х, писал, что кумыки переселились в Кизляр на поселение, сохранив ислам, как и ногайцы. В документах окочяне обозначаются татарами.
Потомок князя Эльмурзы Бековича-Черкасского Фёдор (Темирбулат) в 1822 г. унаследовал земли в Малой Кабарде и переселил в урочище Гучук-юрт несколько десятков семей из Окочир-аула г. Кизляра, из-за чего село в русских документах получило название «Бековичи». Здесь его подданные смешались с брагунскими и другими кумыкскими группами Малой Кабарды. К 1859 г. в регионе насчитывалось 450 дворов кумыков (почти четверть населения), главным образом в селе Бековичи (Гучук-юрт). Помимо сельского хозяйства, моздокские кумыки занимались ремеслами, в том числе в г. Моздок.
Моздокские кумыки остаются своеобразным этнолингвистическим мостиком между кумыками Дагестана и Чечни и лингвистически близкими им карачаево-
балкарцами. Для их говора свойственен ряд ранне-кыпчакских признаков,
утраченных прочими кумыками и сближающий их с балкарцами.

## Торговля — Морской путь
Торговая логистика по Каспийскому морю в средневековье, помимо России и Ирана проходила и через земли кумыков, а именно через Тарковское шамхальство и Эндиреевское ханство. По причине политических конфликтов за влияние между кумыками из Тарки (Тарковское шамхальство и Эндирея (Эндиреевское ханство, под вассалитетом которых находились ряд народов, такие как: кайтагцы, аварцы, лезгины и табасаранцы данный маршрут являлся для купцов по морскому пути опасным. Они подвергались риску грабежей. По этой причине им приходилось платить кумыкским владетелям плату.

## Хайдак

### Предисловие
Кайтагское уцмийство — феодальное государство, существовавшее на юге современного Дагестана в период в V—XIX веках. Горную часть государства населяли даргинцы и родственные им народы, тогда как приморскую часть населяли кумыки. Правителей Кайтагского уцмийства именовали как «Усмей» или позже Уцмий. На севере Кайтагского Уцмийство граничило с кумыкским государственным образованием Утамышский султанат.

### Сведения о Кайтаге и о его значении
Арабский географ и математик XIV века Аль-Калкашанди свидетельствует о Кайтаге следующее:
Среди них — страна Кайтак. [Это название пишется] с фатхой [79] «кафа», сукуном «йа» с двумя точками внизу, фатхой «та» с двумя точками наверху и в конце второй «каф». Это народность из тюрок, которые живут в горах, граничащих с Лакзом с севера. Говорится в «Таквим ал-булдан»: они — разбойники на дорогах, а горы их господствуют над Баб ал-хадидом ... ".
В.М.Бейлис отмечает, что происхождение раннесредневекового Кайтага связывается учеными (Н.Я.Мерперт, С.Т.Еремян) с тюрко-монгольскими племенами, а происхождение названия «Кайтак» и титула «Салифан» В.Ф.Минорским связывается с деятельностью правящей династии тюркского происхождения. По замечанию этнолога А.В. Гадло, Кайтаг эпохи Тамерлана представлял собой союз равнинных тюркских племен (в том числе дербентских кипчаков), а также горцев, говоривших на наречиях, близких к даргинскому. По замечанию этнолога А.В. Гадло, Кайтаг эпохи Тамерлана представлял собой союз равнинных тюркских племен (в том числе дербентских кипчаков), а также горцев, говоривших на наречиях, близких к даргинскому.
Профессор А. К. Аликберов в своей работе писал:
В.В.Бартольд выдвинул гипотезу о том, что оно связано с названием высшего военно-административного класса, состоявшего из пришельцев. Согласившись с таким заключением, В.Ф.Минорский уточнил, что этот «высший класс» появляется на Кавказе не в период монгольского нашествия, как предполагал В.В.Бартольд, а значительно раньше, поскольку название Хайдак и схожие с ним варианты зафиксированы еще у арабских авторов IX-X вв. Так, Ибн Хурдадбих (алМасалик, 69) утверждал, что титулом «владыки тюрок» был хайлуб-хакан. Армянские источники именуют гуннов «хайлантурками», т.е. хайлан-тюрками. В этом имени можно увидеть намек на конницу тюрков (от перс, хайл «конный отряд») ... "

### Титул Уцмий
Происхождение титула уцмий не ясно: 
Согласно арабской версии оно происходит от арабского слова «исми» («именитый»). По мнению Малачиханова Б.К., титул уцмий происходит от иудейского слова «оцум» (мн. число - ацацим), означающее «сильный, мощный». 
Согласно другой от «Истеми». По мнению Гусейнова Г-Р. А-К., происходит от древнетюркской лексемы Истеми, которая легла в основу древнекумыкского соционима уцмий.

### Избрание уцмия
В своём рапорте от 25 июля 1815 года, генерал Хатунцев указывал, что башлынцы на избрание уцмия имеют главное влияние .
Сама церемония провозглашения  нового уцмия проходила в Башлы, где по традиции голова наследника венчалась специальным головным убором, символизирующую власть. Согласно старинному обычаю, часть возложения данного знака уцмийского достоинства на голову, принадлежала башлынцу, старшему из тухума по имени Гасанбек.

### Упоминание уцмиев кумыками (тюрками) и о языке
Уцмии были частью кумыкского общества в XVI-XVII веках.
В 1613-1621 годах посланцы одного из русских посольств в Персию во главе с М. Н. Тихоновым увидели за шахским столом уцмийских князей, которых они называют кумыкскими.
В 1635 году послы уцмия Рустем-хана называют свои владения «Кумыкской землей».
В 1638 году Адам Олеарий назвал кайтагского уцмия «татарским князем». В дореволюционных источниках кумыки так же были известны, как «татары».
В 1720-х годах во времена Персидского похода, в русских документах эпохи Петра I, уцмий вместе с утамышским султаном упоминаются кумыкскими князьями.
В 1778 году в своём рапорте астраханский губернатор И. В. Якоби упоминал уцмия как «горский кумыкский владелец».
Правящая династия уцмиев уже в начале XVIII века говорила на кумыкском языке из-за того, что уцмий постоянно проживал в кумыкском селении Башлы. Так же указываются и в источниках конца XIX века, где язык уцмиев и знатнейших людей являлся «турецкий с татарским помешанный». Под «турецким с татарским помешенным» упоминали прежде кумыкский язык.
Польский учёный-археолог и путешественник середины XIX века Ян Потоцкий в перечне нахождения кумыкских князей упоминал, что кумыкские князья находятся и в Кайтаге.
Австрийский историк-востоковед Хаммер-Пургшталь в своей работе, выпущенной в 1842 году упоминал уцмия Ахмад-хана «правителем кумыков».
Профессор Г. М.-Р Оразаев писал:
"... По материалам архива Кизлярского коменданта возможно
предположить, что языком письменных сношений уцмийского двора служил тюркский. Этому способствовало, очевидно, то обстоятельство, что с конца XVI в. кайтагский правитель (уцмий) имел резиденцию в Маджалисе, а с конца XVIII в. — в Башлах, то есть в населенных пунктах, расположенных на территории кайтагских кумыков ..."
Семья жившего в XIX – начале XX века сына последнего правителя Кайтага Джамав-бека Амир-Чопана Уцмиева также считалась кумыкской.

### Население кумыков в государстве
Австрийский историк-востоковед XIX века Хаммер-Пургшталь упоминал кайтагов тюркским народом.
Южных кумыков, населявших равнинную часть Кайтагского уцмийства именовали «кайтагами». Сами себя южные кумыки называли «хайдакъ къумукълар», то есть «кайтагские кумыки». Диалект южных кумыков именуется «кайтагским» диалектом кумыкского языка.

Польский учёный-археолог и путешественник на рубеже XIX века Ян Потоцкий дал следующую характеристику о кайтагах:
Белые кайтаки, живущие на берегу моря, говорят на тюркском диалекте, который обычно называют тюрки, что доказывает его происхождение от тюрков. Чёрные кайтаки, или горцы, являются лезгами, или породнились лезгами, как например акуши..
В 1815 году в Башлы насчитывалось 2000 домов, а мужского пола от 5 до 6 тысяч.
В отличие от других кумыкских селений в Кайтагском уцмийстве, население кумыкского Маджалиса не было однородным. В 1869 году в Маджалисе насчитывалось 287 двора, в 58,88% (116) дворов говорили на кумыкском языке, остальные же на кайтагском. В официальных статистических данных о населении областей Российской Империи 1888 года, в частности Дагестанской, в графе народности населении Маджалиса указаны как большинство «татары», и малочисленные евреи. Годом позже, в 1889 году, шотландский барон и путешественник Джон Аберкромби писал, что Маджалис за исключением его еврейского элемента (квартала), населён «татарами». Кумыки в дореволюционных источниках подразумевались и как татары. 
Кумыки составляли большинство Маджалиса до всесоюзной переписи населения 1926 года, пока в 1940-е годы в Маджалис не были переселены даргинцы (в частности из села Абдашка), которые образовали в селе отдельный квартал.

### Роль кумыков в армии
Большинство из войск уцмия на начало 1720-х годов составляли кумыки. Как указывает участник Персидского похода Яков Маркович — «Пойманный вчера Татарин сказывал, что Усмей имеет войска: собственных своих 2000, Татар 8000 и Тавлинцев 6000 человек». В различных дореволюционных источниках кумыки были известны под именем «татар». Из кумыков в основном формировался класс служилых людей — то есть постоянных воинов.

### Роль кумыкских сёл и их влияние
Вольными узденскими сёлами были также кумыкские сёла Башлы, который был единственным узденьским аулом в Теркеме, а также кумыкские села Утамыш, Алхаджакент, входящее в область Гамри, управляемой собственными князьями карачи-беками, род которых считался древней уцмиев и шамхал.
В течение примерно трехсот лет (с середины XVI до середины XIX в.) кумыкский Башлы являлся местопребыванием или столицей  уцмиев, хотя прежде  столицей и местом пребыванием уцмиев было уже другое кумыкское село, а именно Маджалис.

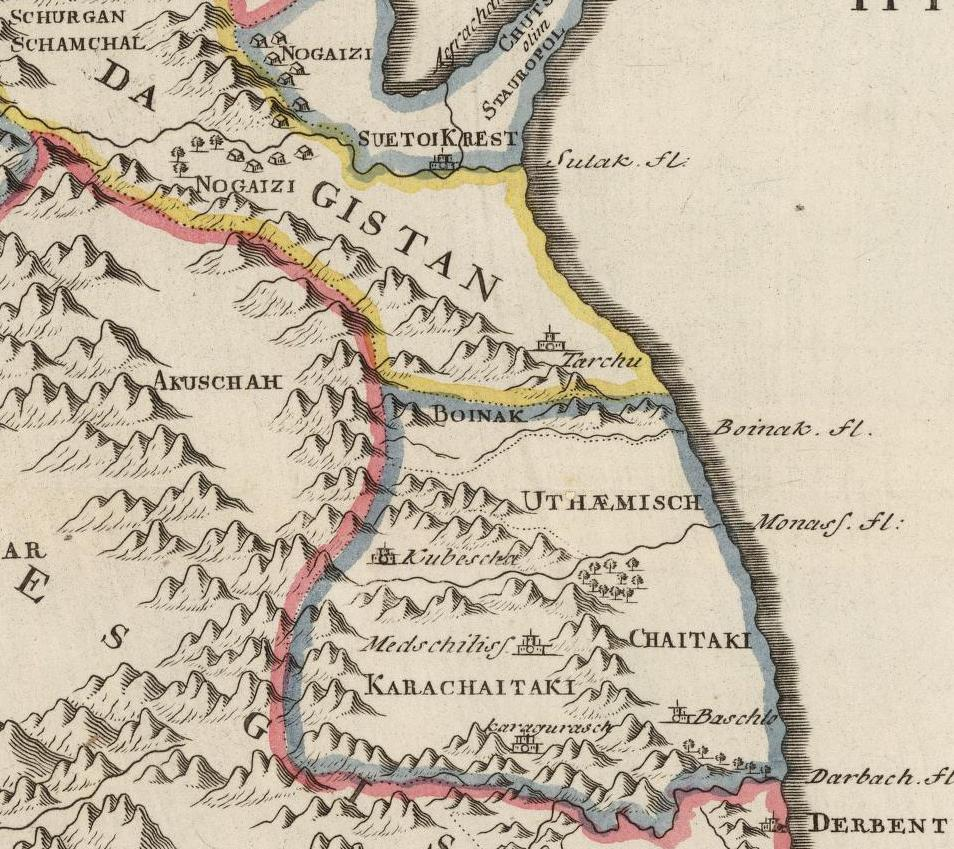
Башлы («Baschlo»), Утамыш («Uthamisch») и Маджалис (« Medshilis») на карте Гербера 1728 года

Об отношениях уцмия с кумыками Башлы ведает следующая цитата:

Между всеми узденскими обществами сел. Башлы по населенности и богатству своих угодий имело преобладающее влияние в делах, относившихся до всего Кайтага. Но вместе с тем это селение из всех узденских обществ было в более тесных отношениях к уцмию, так как он жил здесь почти постоянно; хотя и случалось, что башлинцы, недовольные поведением уцмия, изгоняли его из своего селения, и тогда он переносил свое местопребывание в Маджалис. Башлинцы смотрели на уцмия как на своего естественного предводителя и защитника как от внешних врагов, так и внутренних, но по их понятию поддерживание внутреннего порядка и преследование злонамеренных людей лежало на обязанности уцмия, для чего общество отдавало в его распоряжение всех своих тулганов (земскую стражу), словом, вверяло ему в некотором роде исполнительную власть и в вознаграждение за это представляло ему некоторые материальные выгоды.
Генерал Хатунцев в своём рапорте генералу Ртищеву от 25 июля 1815 года указывал, что Башлы имеет главное влияние на избрание уцмия, а сами башлынцы никакой подати уцмию не платя, как и никаких повинностей не отбывают. Уцмий так же не может наказывать башлынцев. Управляются башлынцы своими старшинами.

## Аух и Качкалык

### Топоним
Топонимика междуречье Аксая, Ярык – Су и Акташа, где поселилось аккинцы, «свидетельствует о том, что до появления на этой территории аккинцев или ауховцев, там жили кумыки». Почти все старинные ауховские сёла имеют тюркские (кумыкские) названия, включавшие в себя слово "Аух" — Юрт-Аух, Акташ-Аух, Ярыксу-Аух, Кошен-Аух и другие. Этноним «аухи» по предположению чеченского этнографа И. Ю. Алироева имеет так же кумыкское происхождение. Об изобилии топонимов тюркского происхождения, как свидетельство следов тюрков в современной Чечне подтверждал и чеченский исследователь К. З. Чокаев.

### Расселение
Майор Властов в статье "Война в Большой Чечне" от 1856 года сделал вывод, что "кумыки были древнейшими обитателями большой плоскости между Сулаком и Тереком, а чеченцы поселились на землях им принадлежавших в виде арендаторов.
В дореволюционных источниках имеются сведения, по которым качкалыковцы поселились (в Качкалыке) с разрешением кумыкских князей, которым платили дань.
Письменные источники конца 18 - начала 19 веков так же подтверждают, что аккинцы расселились на этих землях, принадлежавшим кумыкским (эндиреевским) князьям, которые пригласили их на условия принятия Ислама. Построили им мечети и взяли под своё покровительство: «Аухи, так называются поселившиеся на землях кумыцких около вершин рек Агташа и Ярухсу». А по сведениям А. П. Берже, в конце XVIII века чеченцы были в повиновении и зависимости от кумыкских владельцев, от которых получали земли. По происшествию времени, получив удобства жизни на плодородной земле (наделенные кумыкскими владельцами) стали стекаться в эти места с гор и остальные родственники, и вместе с ними и беглыми преступниками, которые в последствии перестали платить за землю кумыкским владельцам, решив присвоить их землю себе.
По сообщениям А. М. Буцковского часть Кумыкской плоскости Аух также являлся кумыцкой землёй, заселённой чеченцами, которые «кумыкам дань платят баранами и в обязанности давать вспомогательных воинов»:
В 1732 году комендант крепости Кизляр А. И. Ахвердов сообщает, что «по правому берегу Терека, расстоянием от реки в поле в 20-ти, 18, 15, 13 верстах выведенные с давних времен аксаевскими владельцами и поселенные в теперешних местах под особым названием Алты Качилык». Переселение качкалыковцев (одно из чеченских обществ) аксайскими князьями на равнину так же подтверждает С. М. Броневский (1763—1830). Переселенцы обязаны были платить князьям ежегодную подать, поголовным сбором выходить на один день на княжеские поля для полевых работ, давать по овце со двора и выставлять по воину с семьи. В 1812 году А. М. Буцковский отмечает, что

Сии качкалыки, размножились приходом многих новых чеченцев, хотя и ныне аксаевцами почитаемы за их подвластных, но, пользуясь послаблением сих владельцев, вышли из всякого послушания, овладев всем участком между реками Гуйдюрмезом и левым берегом Аксая, так что оной ныне уже к области Чеченской причислить должно
Во владение кумыкских засулакских князей входили такие области как: Качкалык, Карабулак, Аух и Салатавия. Кумыкские князья селили на своих землях соседние народы за принятие определённых обязательств. Так например, под управлением кумыкских князей были чеченцы, которым кумыкские князья выделяли землю.

### 1870—1900 гг.
Территории Засулакской Кумыкии по большей части в 19 веке вошли в Кумыкский округ Терской области, из которого после Кавказской войны образовался Хасавюртовский округ.
После образования Дагестанской и Терской областей Аух вошёл в состав Кумыкского округа Терской области, переименованного через некоторое время в Хасавюртовский округ. В 1885 жители Ярыксу-Аух и Кишень-Аух Хасав-Юртовского округа обратились с просьбой быть причисленными к Грозненскому или Веденскому округам, но администрация эти сёла оставила в составе Хасавюртовского округа. В конце 70-х годов вся южная часть Хасавюртовского округа, от Герзель-аула до Эндирея, была заселена чеченцами. С 1870 по 1877 году количество чеченцев в регионе увеличилось с 5 912 ауховцев до 14 тысяч чеченцев и продолжило возврастать до 18 128 в 1897 году.

## Конфликты и битвы с горскими племенами
У кумыкских феодальных правителей случались конфликты с горскими племенами, перераставшие в вооруженные сражения. Причинами для таких сражений было несколько: 

### Параульское сражение
Одно из первых таких столкновений случилось в 1731 году, по другим данным в 1735 году между шамхальскими кумыками из ополченцев с аварцами, во главе с  аварским ханом Умаханом IV, напавший на кумыкское феодальное государство Тарковское шамхальство. По мнению лакского историка Х. Ильясов, причиной нападения на шамхальских кумыков Умаханом Аварским служит отказ везти горскую политику кумыкским шамхалом Хасбулатом и дружбы последнего с Ираном, а так же, по мнению Ильясова, готовность Хасбулат шамхала в любой момент присягнуть иранскому шаху. По мнению Н. А. Сотавов, Умахан Аварский пытался оспорить власть у Хасбулат шамхала в Тарковском шамхальстве и распространить там своё влияние. До момента нападения, шамхал Тарковский Хасбулат отправляется в Кубу на помощь своему союзнику против восставших подданных. В это время Умахан Аварский, воспользовавшись отсутствием кумыкского шамхала, напал на его владение и стал грабить селения шамхала. Шамхальские кумыки собрали войско, и в отсутствие своего шамхала близ селения Параул разгромили нападавших. В данной битве погиб зачинщик сражения аварский хан Умахан IV. Параул же был сожжён . О данном событии писал А. А. Неверовский:
Беспорядки, происшедшие в южном Дагестане, не остались без последствий и для Северного: Омма-Хан Аварский не упустил случая напасть на шамхальские владения в отсутствие Хасфулата; но Шамхальцы (кумыки) встретили его общими силами и разбили близ деревни Параул, где он и сам погиб

### Месть за Параул
Следующее столкновение уже случится спустя 9 (или 13) лет от момента Параульского сражения, но уже с возвратившимся кумыкским шамхалом Хасбулатом и кумыкскими  князьями из Засулакской Кумыкии, против одного из зависимых от них обществ «тавлинцев» (горцев), а именно против салатавцев.
Весной 1744 году на реке Ярык-су состоялся совет кумыкских князей из княжеств Засулакской Кумыкии, в котором обсуждался вопрос о примирении с кумыкским шамхалом Тарковским (Хасбулатом). В ходе примирении кумыкских феодалов, князья из засулакских владений предложили  шамхалу совершить совместный набег на «тавлинцев» (горцев).
В документе от 27 апреля 1744 года, в виде рапорта, от подполковника Расланбека Шеидякова кизлярскому коменданту В.Е. Оболенскому. В письме повествуется о приготовлении к войне кумыкских князей с «тавлинцами» (горцами):
«...шамхал с андреевскими и с аксаевскими князьями намерение положили сего мая к 3 числу быть на Косе реку на совет к лучшему нападению на тавлинцев, ...андреевской князь Адиль-Гирей ...объявили, что де срок нам сошел съезжаться на совет к Косе реке к разорению на тавлинцев на наших салатов (салатавцев), которые шамхалу Казбулату обиду учинили...»

### Попытки горцев избавиться от подчинения кумыкским князям
Некоторые салатавские общества, подчинявшиеся засулакским князьям, предпринимали попытку выйти из под влияния кумыкских князей. Это и стало причиной уже следующего конфликта. В письме эндиреевского князя Алиша Хамзина кизлярскому коменданту А.П. Девицу, в июне 1749 года говорится о совместном выступлении кумыков из Эндирея и Аксая на Буртунай. В одном из писем Алиш Хамзин пишет : 
«...и означенных смиря всех, возвратно в свои жилища приехали благополучно»
Через месяц, в августе 1749 года эндиреевский князь Алиш Хамзин пишет в Кизляр о повторной поездке в Буртунай — «..собравши своих подвластных, наехал на тавлинскую деревню Буртуну» (Буртунай). В отличие от прошлой поездки, данная поездка увенчалась для эндиреевского князя менее удачной.

### Разгром аварского хана Умахана войском Тарковского шамхала Баммата
В 1788 году в своём рапорте генерал П. А. Текелли пишет об оказанной военной помощи кубинскому хану Фатали Тарковским шамхалом Бамматом в борьбе Фетали-хана с Умаханом аварским.
В письме генералу П. А. Текелли Тарковский шамхал Баммат сообщает, что Умахан аварский соединившись шушинскими войсками умножил своё войско до 20 тысяч человек, тем самым ополчившись против Фетали-хана. Сем войском Умахан осадил город Аксу. Узнав о данном прецеденте Тарковский шамхал Баммат послал Фетели-хану вспомогательное войско под предводительством своего сына, который встретив аварцев разбил их. Данным поражением принудил Умахана аварского вернуться в Карабах, где он остался зимовать, примирившись с Фетали-ханом. Везир Тарковского шамхала Баммата Лаварслан, отправленный по поручению шамхала Баммата со своим письмом сообщает, что данное применение имело временный характер, а именно до весны.

### Столкновение кумыков с мюридами Шамиля
Случаи грабежей кумыков мюридами и общее тяжелое экономическое положение приводили к столкновениям с войнами Имамата. Например, жители кумыкского Костека разгромили отряды Шиха Абдуллы Ашильтинского в 1831 году при попытке мюридов напасть на село.
В 1843 году эндиреевские кумыки четырежды выбивали мюридов из села (Эндирея), вторгавшиеся в село для грабежей. В 1848 году при очередном набеге мюридов в Эндирей, те же эндиреевцы убили наиба Каирбека Буртунайского, чьё войско не в силах была даже забрать тело мюрида, уйдя без него.

## Кумыки в XIX веке

### Политическая обстановка

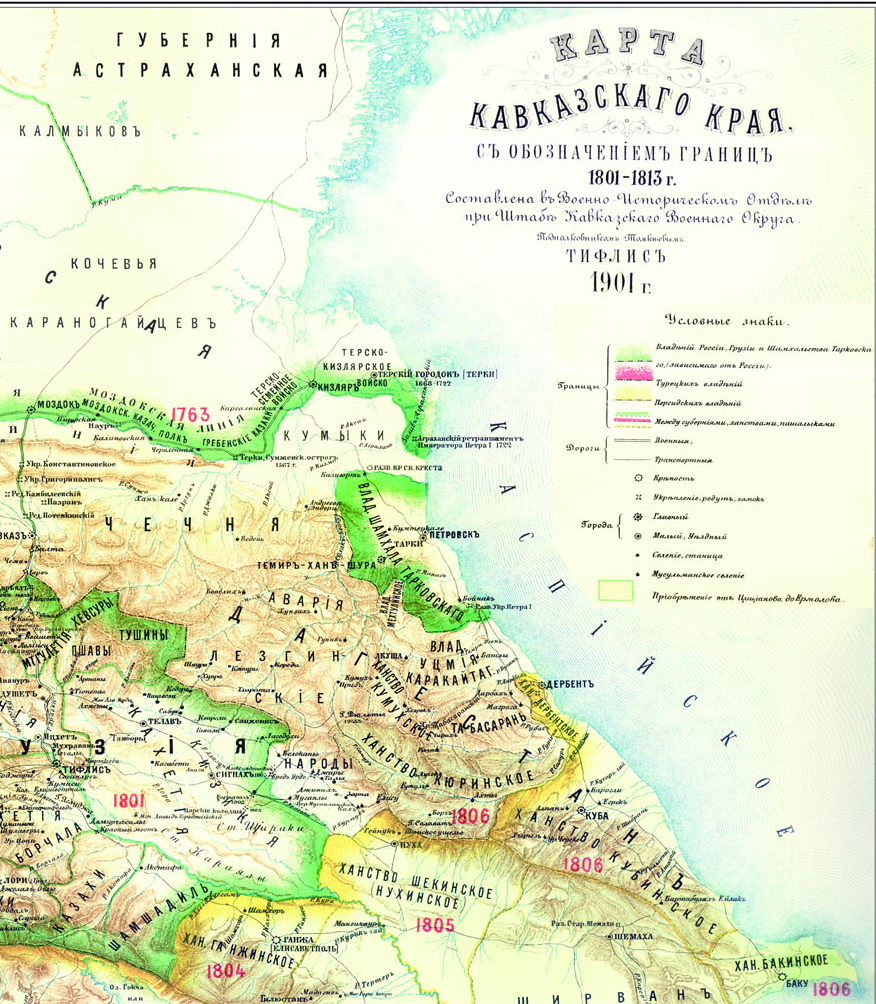
Дагестан в начале XIX века

В 1796 году шамхал Мехти II становится вассалом Российской империи. В 1813 году Персия, согласно Гюлистанскому мирному договору, признавала переход к Российской империи Дагестана.
Начало Кавказской войны вновь разделила кумыкское общество на два лагеря. В 1819 году Ермоловым разгромлено Мехтулинское ханство, в 20-х годах за участие в восстаниях сожжено множество крупных кумыкских селений (например, Старый Аксай). Кумыки уходили к отрядам Имамата. Несмотря на пророссийскую позицию, шамхал Мехти II разрешил проводить проповедническую деятельность Гази-Мухаммаду. Некоторые члены шамхальской семьи воевали в составе войск Имамата, провозглашаясь шамхалами. Одним из известнейших наибов Имамата являлся уроженец Эндирея — Ташев-Хаджи. В 1867 году были ликвидировано Шамхальство Тарковское.
В 1877 году в Чечне и Дагестане вспыхнуло восстание против Российской империи, в котором участвовали и некоторые кумыкские села (например, село Башлыкент было сожжено).

### Кавказская война
Русский генерал Григорий Филипсон, отличившийся во время Кавказской войны, писал о кумыках:
О Кавказе и Кавказской войне я имел смутное понятие, хотя профессор Языков на лекциях военной географии проповедывал нам о том и другом; но по его словам выходило как-то, что самое храброе и враждебное нам племя были Кумыки.
Широкое участие приняли кумыки в восстании Шейха Мансура. Кумыкский князь Чеполов совместно с Мансуром несколько раз нападал на Кизляр. В решающей битве под Татартупом кумыками командовал лично Шейх Мансура.
Несмотря на формальное признание шамхальским домом и кумыкскими князьями вассалитета от России к началу Кавказской войны, в течение неё на территориях кумыков регулярно вспыхивали восстания. В 1825 году за участие в восстании Таймиева Бийболата был уничтожено селение Старый Аксай и убиты 300 мужчин селения, на старом месте селиться кумыкам запретили. В том же году была попытка жителей Эндирея призвать на помощь в борьбе против России жителей горских обществ. В целом, в Шамхальстве и на Кумыкской плоскости было поднято не менее пяти восстаний: Антирусское восстание в Дагестане 1818-1819, в ходе которого были разгромлены засулакские кумыки и Мехтулинское ханство, Шамхальское восстание (1823), Восстание в поддержку Бейбулата Таймиева в 1825 году, Шамхальское восстание (1831), Восстание на Кумыкской плоскости 1831 года и Шамхальское восстание (1843) годах. Также готовились восстание на Кумыкской плоскости в 1844 году и общее восстание кумыков в 1855 году, не вспыхнувшие из-за невозможности объединения с военными силами Имамата Шамиля. В восстании в Дагестане 1877—1878 гг. участвовали южнокумыкское село Башлы.
Кумыки дали Кавказу большое количество выдающихся руководителей повстанческих движений: кумыкское происхождение имели Имам Дагестана и Чечни Шамиль, вождь чеченского сопротивления Ташав-Хаджи, предводители ранних восстаний в Дагестане Султан Ахмед-хан Аварский и Умалат-бек Буйнакский, наиб Имама Гази-Мухаммада Разибек Казанищенский, доверенное лицо Шамиля и наиб Идрис Эндиреевский и другие.
Несмотря на разорение и уничтожение селений со стороны российского государства в результате попыток примкнуть к восставшим, Кумыкская равнина подвергалась нападениям с целью наживы или для достижения политических интересов и со стороны соседей. Так, например, чеченский предводитель Авко, в 1830 собрав отряд под предлогом присоединения к войску имама Гази-Мухаммада, в последний момент объявил о настоящем намерении «воспользоваться сбором, чтобы разгромить город Андреев или отбить у кумыков стада», но в том случае отряд разошёлся в разочаровании. Гази-Мухаммад же разорением кумыкских земель пытался вынудить их переселиться в горы и стать частью своего движения. Так описаны эти события в военных архивах 1831 года:
Кази-мулла, стремясь удержать при себе кумыков, измыслил для этого весьма странный приём: уничтожать их аулы, чтобы, лишив жилищ, принудить поселиться в горах. 24-го июля он, в виду наших войск, произвёл первый опыт на деревне Андреевой и испепелил третью часть этого громадного населённого пункта. Князь Бекович в это время сжигал хлеб кумыков на покатостях гор и увидел пожар только тогда, когда, повернув обратно, прибыл на реку Акташ и тронулся к переправе. Конечно, никакой помощи Андреевой он оказать не мог — что крайне возмутило генерала Емануеля, который выразил ему своё неудовольствие в довольно жёстком упрёке, последовавшем уже не в первый раз. Он велел ему немедленно возвратиться к Внезапной и оберегать д. Андрееву, как важнейший пункт, от которого зависит покорность кумыков.
Этот случай, когда уничтожались житницы кумыков одной стороной и сжигалось селение другой, показателен. Кумыки, в результате, оказались меж двух огней на равнинной территории, с одной стороны не всегда поддерживаемые восставшими, а с другой, будучи первой преградой и целью полного покорения и возмездия со стороны российской армии:
В то время, когда мы всеми способами старались отторгнуть кумыков от Кази-муллы, он, наоборот, стремился вновь поднять жителей большой Чечни, значительная часть которых, по снятии осады кр. Внезапной, возвратилась домой для полевых работ. Вместе с тем он употреблял все меры, чтобы отвлечь от нас на свою сторону население малой Чечни и Качкалыковского хребта, которое впрочем оставалось нам лишь наружно преданным, и именно потому, что не хотело, подобно кумыкам, попасть среди двух давлений. Разница между нашими усилиями и стараниями нашего противника состояла в том, что мы ни в чём не успевали, а он, наоборот, в непродолжительное время достиг весьма многого
Наместник Кавказа Воронцов, к примеру, был одним из инициаторов «колонизации» кумыкских земель. Как приводит кавказовед Покровский:
Рассматривая вопрос о дальнейших действиях, Воронцов намечал целую систему мероприятий, куда входили и переселение чеченцев, и истребление полей, и экономическое давление. По его собственным словам он постоянно обращался за советами к Бате. "Мы много говорили о колонизации чеченцев за Качкалыком. Я окончательно убедился в громадной важности этой меры. Мне кажется совершенно ясным, что кумыки не имеют никакого права на те земли, которыми мы хотим располагать, начиная с треугольника между Герзель аулом, Умахан юртом, и Амир Аджи юртом, далее до Аксая. Я просил Бату настоятельно твердить жителям северной части Большой Чечни, что мы им не позволим ни сеять, ни косить, если они не изъявят покорность на месте и не перейдут за Качкалык. Мы говорили с Батой ещё о двух вещах.

### Экономика и колонизация
После присоединения к России началась ломка традиционных социально-экономических отношений. С середины XIX века, особенно после окончания Кавказской войны, начинается бурное проникновение российского капитала в Дагестан. Начался медленный процесс внедрения капиталистических отношений. Крестьянская и земельная реформы привели к складыванию классов. Значительную часть местной буржуазии составили местные крупные землевладельцы.
Правительство стремилось встроить регион в общую экономическую систему страны. Именно поэтому началось заселение русских поселенцев на территорию Кумыкской плоскости, которое велось с учётом интересов коренного кумыкского населения и старожилого русского. К этому времени относится и появление немецких поселений в Кумыкии.

## Кумыки и Горская Республика
В годы Октябрьской революции кумыкская интеллигенция приняла активное участие в создании Горской Республики. 
Ниже перечень основателей и руководителей горской государственности, и не только :

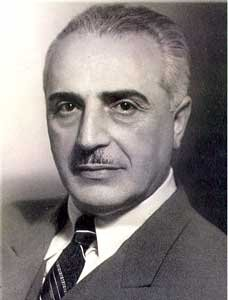
Гайдар Баммат, выдающийся северокавказский политический деятель XX века, писатель и публицист, министр иностранных дел Горской Республики и её лицо на международной арене. Выпускник Парижской Сорбонны. В период существования государства был объектом для европейской прессы, ни о ком на Кавказе не писали чащем чем о нем.

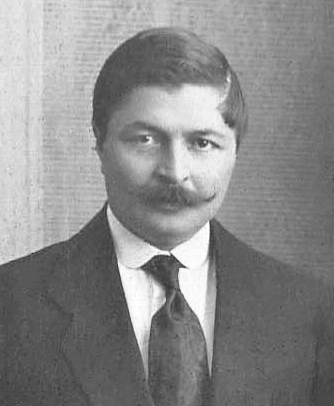
Рашид-Хан Капланов, кумыкский князь, видный государственный деятель, один из основателей Горской Республики, министр внутренних дел Горской Республики, министр народного просвещения и по делам вероисповеданий и торговли, промышленности и продовольствия Азербайджанской Демократической Республики. Являлся одним из идеологов государства.

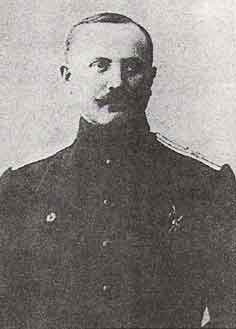
Нух-Бек шамхал Тарковский, кумыкский князь, потомок кумыкских шамхалов. Участник Первой мировой войны, георгиевский кавалер, подполковник, командир I-го Дагестанского полка. Военный диктатор Дагестана, министр иностранных дел, а затем военный министр Горского правительства.

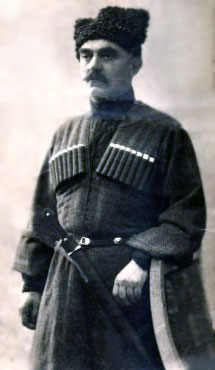
Зубаир Темирханов, один из видных представителей кумыкской технической и политической интеллигенции. Председатель 1-го Дагестанского областного исполнительного комитета, председатель Союзного Совета Горского правительства.

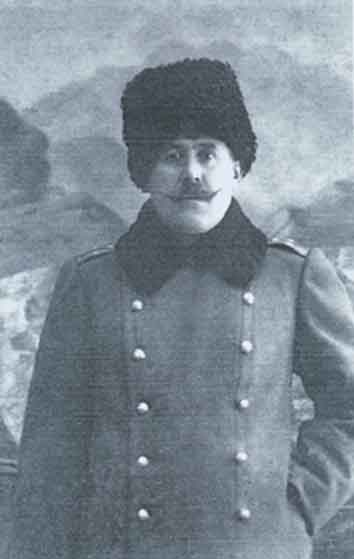
Даниял Апашев, общественно-политический деятель Дагестана с 1914 по 1920 годы. Комендант (глава/мэр) города Темир-Хан Шура. Председатель парламента Горской Республики с 1919 года. Основоположник национальной милиции в Дагестане.

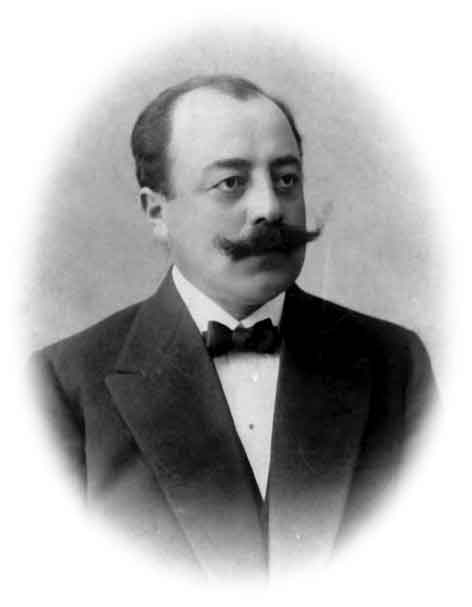
Адиль-Гирей Даидбеков, видный общественно-политический деятель и инженер начала XX века. В 1912 году надворный советник, в 1917 году заместитель временного председателя правительства Дагестанской области, в 1918-1919 годы министр транспорта правительства Горской республики.

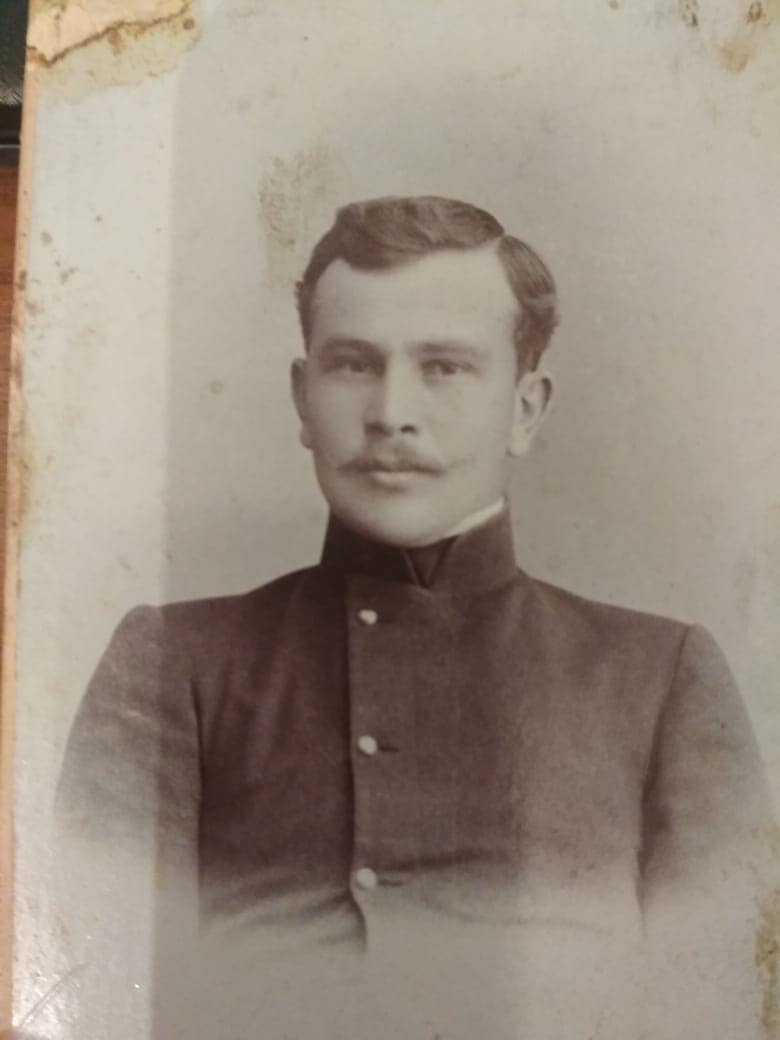
Таджуддин Пенузалев, горский общественный деятель, министр юстиции и главный прокурор правительства Горской республики и один из разработчиков её конституции, известен так же как соавтор М. А. Булгакова в нескольких пьес.

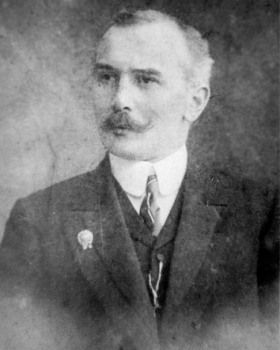
Мухиддин Пенузаев, горский общественный деятель, министр связи и телеграфа правительства Горской республики. Брат Таджуддина Пензулаев

## Сословия у кумыков
Кумыки делятся на: центральных, засулакских, терских и южных.
У кумыков, как и у других народов существовали и ряд сословий:

### Тарковские шамхалы
(кум. Шаухал)
Тарковские шамхалы составляли верхушку из кастов кумыков, являясь при этом управляющей династией кумыкского государства Тарковского шамхальства. Власть шамхалов была неограниченной. В историографии часто упоминались как «Кумыкские шамхалы» или «Валии Дагестана» (правители Дагестана). Им подчинялось множество разных народов, признавая верховенство и власть. Некоторые народы выплачивали и разного рода подати. В период с XV по XVIII века являлись главным препятствием к покорению территорий Северо-Восточного Кавказа.

### Крым-Шамхалы
(кум. Къырым Шаухал)
Крым-шамхалы являлись наследниками самих шамхалов Тарковских и зачастую являлись владетелями Бойнака. После смерти шамхала, крым-шамхал получал титул и власть шамхала Тарковского.

### Князья
(кум. Бий)
Вторую степень в сословной дифференциации после шамхалов и крым-шамхалов занимали «Бийи». Они составляя ядро феодальной верхушки, находясь в вассальной зависимости от шамхалов, за исключением «Бийев» (князей) Засулакской Кумыкии. Звание бия являлось наследованным, и пополнение к этому сословию лицами извне практиковалось в виде исключения. Бийи владели населенными и пустопорожними территориями, пользуясь с получаемыми с жителями поземельных повинностей. На Бийев лежала ответственность по защите своих владений и предводительство в военных предприятиях. При этом Бийи не имели право собирать войско из жителей своего владения самовольно без согласованию с узденями. Если бий нарушал данный адат (традицию), то взыскался в пользу общества.

### Карачибеки
(кум. Къарачи Бий)
Титул карачи-бек восходит к тюркскому глаголу «къарамакъ» – «смотреть, наблюдать».
По сведениям имперского офицера XIX века Давлет-Мирзы Шихалиева, карачибеки являлись блюстителями древних обычаев кумыкского народа. Такого же мнения был и учёный XIX века Джамалутдин Карабудахкентский.
Род Карачибеков древнее самих шамхал, а так же данный род древнее уцмиев и других, с чем оные (шамхалы, уцмии и др.) согласны.
По данным Д. М. Шихалиева и Ф. О. Леонтивича, в селении Эрпели хранилась книга под названием «Исмаил-куран», где сохранились «все достопамятные постановления» Карачибеков. В них указывается о том, что сами карачибеки считали, что их родоначальники пришли во главе племени, которое населяет «владение Тарковское» (Тарковское шамхальство) за долго до появления в Дагестане арабов.
Карачибеки являлись беднее в сравнении с биями из шамхальского дома, при этом, их положение мало чем отличалось от простолюдинов.  Это не мешало им сохранить свою сословную отличительность, избегая смешивания с простолюдинами. По мнению доктора исторических наук А. С. Акбиева, уздени обязаны были ежегодно выплачивать карачибекам баранами и разного рода продуктами, будто сыр или хлеб. Карачибекам, а именно при Будайчи удалось даже создать своё полунезависимое от шамхалов Эрпелинское карачибекство (владение), проводя самостоятельное от шамхала внутреннюю и внешнюю политику.
По сведениям историка К.М. Алиева, почерпнутым у турецких авторов М. Генеша и Эвлии Челеби эрпелинские и карабудахкентские карачи-беки в XVII веке подобно своим собратьям в татарских ханствах заседали в совете (диване/горюнюше) при своих сюзеренах – шамхалах.
Представители данного сословия проживали в таких селений как : Эрпели, Ишкарты, Карабудахкент, Каранай, Ахатлы, Губден, Гамринский магал. Карачибеки являлись блюстителями всех кумыкских «адатов» (традиций) и посредниками в трудноразрешимых спорах. К ним обращались за советом  кумыки со всей Кумыкии (южные, центральные и засулакские).
Сословие «Карачи» так же существовало и у других тюрков. Так, в дореволюционных документах упоминаются карачи у татар в Казанском ханстве. Они же у татар упоминаются и, как у кумыков «карачи-беки». Так же существовал титул «карачи» в Крыму, в Ногайской орде и в других татарских улусах. Сей титул (карачи) носили самые влиятельные люди хана, принадлежавшие к влиятельным родам.

### Сала-Уздени
(кум. Сала-оьзден)
Династия под данным названием существовала только у кумыков .
Высшая категория узденов называлась «Сала-Узден» или как упоминаются в русских источниках - «лучшие владетельные уздени».
Сала-уздени древнее кумыкское сословие, существовавшее задолго до Султан-Мута. По  мнению известного  дагестанского  этнографа  С.Ш. Гаджиевой,  «сала-уздени» представляли  собой  более  древнюю  ветвь  феодальной  знати,  чем  князья  (бии)  из  шамхальского  дома.  С  утверждением  власти  князей  шамхальского  рода, часть  из  сала-узденей  оказывалась  в  вассальных  отношениях  к  ним,  сохраняя,  однако, экономические  и  общественные  права.  Существует  письменное  свидетельство  в  пользу  мнения  С.  Ш.  Гаджиевой  известного  дагестанского  арабиста  начала  XX  века  Назира  из  Доргели,  ссылавшегося,  в  свою  очередь,  на  материалы  жившего  ранее  «ал-амира»,  то  есть  князя  Салимхана  ал-Гадари,  что  отцом  шейха  Асельдера  Аркасского  (ум.  ок.  1404  г.)  был  Ата  ал-Гадари,  «по  происхождению  он  из  эмиров  Карачи»,  то  есть  из  карачибеков,  а  матерью  была  Аймесей,  дочь  сала  из  Эндирея .  Таким  образом,  по  данным  Назира из  Доргели  и  Салимхана  ал-Гадари,  сословие  сала  существовало  уже  в  XIV  веке,  то  есть  задолго  до  времен Солтан-Мута.
Сала-уздени существовали не только северных кумыков, но и у южных, и у центральных:
Сала-узденями называлось сословие в кумыкском ауле Эрпели.
У центральных кумыков, а именно шамхальских, они назывались «Уллу-Узден» (кум. Уллу Оьзден).
Существовали и кумыкские селения с термином «Сала». В первой половине XIX века среди разрушенных кумыкских населённых пунктов упоминается и село под названием «Сала-Отар».
Вторым старинным названием кумыкского села Башлы было "Сала-Башлы", по причине того, что 5 из 6 кварталов аула были узденьскими.
Само селение Башлы фигурирует в фольклоре как «аул сала». В окрестностях этого же селения (Башлы) имеется участок земли под названием Сала .
Термин или топоним «Сала» широко распространены и в Крыму.

### Чанки и Чанка-бийи
(кум. Чанка, Чанка бий)
Чанками являлись дети, рождённые с представителями низшего сословия, а дети чьи отцы составляли из высшего каста (шамхалы, бийи), смешиваясь с представителями низшего каста назывались чанка-биями. В случае если потомки таких чанков брали в жены женщин из  княжеских родов, тогда они уже считались биями «чистой крови». Потомками таких чанков, рождённые от матери «бике» (княгини), ставшие биями «чистой крови» являлись сыновья кумыкского правителя Султан-Мута, чья мать была простолюдинкой : Айдемир ибн Султан-Махмуд, Казаналп ибн Султан-Махмуд. Они имели равные права на наследство отца с «чистокровными» и имели такие такие же права как и бийи, управляя своими уделами и передавая власть по наследству.
Дети же чанка-биев, смешавшихся с представителями низшего сословия называли просто чанками. Им никакие права биев не присваивались. Имелись таки же чанки, происходящие из рода карачи-биев. Они находись с последними в таких же отношениях, что и чанки шамхальской фамилии к бекам из того же рода. Разница заключаясь в том, что им не выдавался титул биев, как чанкам высшей категории. Такие чанки не имели отличительных прав от узденей, не имя владений или подчиненных. Они имели такие же права как и уздени, а в общественном угодье пользовались на равне с остальными жителями. С течением времени они смешивались с простолюдинами, забывая свою родословную одного из колен владенческих фамилий, после чего полностью вливались в общество свободных людей (узденей). В редких случаях, чанки имели право управлять подвластными по причине отсутствия наследников в семьях биев.

### Уздени
(кум. Оьзден)
Большую часть кумыкского этноса составляли «свободные уздени». Второстепенные кумыкские уздени по мнению Шихалива появились во времена Султан-Мута. Они назывались «Узден-Нукерами». Чаще всего занимались военным делом, зачастую добровольно участвуя в войнах на стороне беков. Стоит отметить, что уздени занимались и полевыми работами на своей собственной земле. Те из узденей, кто не имел свою собственную землю, приравнивался к тем, кто имеет. Жили они рядом с беками. Иногда, беки одаривали их землями, тем самым последние становились от них зависимы. Иногда беки отдавали своих детей узденям для попечительства, тем самым пытаясь завоевать их поддержку. Иногда уздени могли с и первостепенными узденями — Сала-Узденями. Для этого им было необходимо иметь влияние или связи с известными родственниками, в других случаях имея много земель. Происходило это редко.

### Догерек Уздени
(кум. Догерек оьзден)
Наиболее многочисленная феодально-зависимая каста кумыков являлась «догерек-уздени». Этот тип узденей не имеет в массе свою собственную землю. Являются потомками узденей, попавших поземельную зависимость к бекам, при этом лично оставаясь свободными. Они часто работали на арендуемых полях беков, при этом имели право переходить к другим, выплачивая им за арендуемые поля. Могли иметь и собственную землю или им могли беки подарить. Так же догерек-уздени могли иметь рабов. В финансовом плане они мало чем отличались от узденей.

### Азат-Уздени
(кум. Азатлы оьзден)
Азат уздени это низшая категория узденов — вольноотпущенники. 
Некоторые хозяева выдавали документы своим рабам об освобождении, условием так же должно было составлять наличие одного свидетеля и 2 кадий. С того момента они становились «азат-узденями». 
Азат-уздени жили и работали на земле сала-узделеней или просто узденей, имели право переходить и к другим. По прошествию времени, общество забывало о них как о бывших рабах. При женитьбе своих сыновей азат-уздени имели сложность, ибо даже дегерек-уздени не желали выдавать своих дочерей за них, так как финансовом и социальном статусе являлись ниже. В делах кровной мести или спорных тяжбах у кумыков права всех каст узденей приравнивался.

## Медицина
У кумыков была хорошо развита медицина, А. А. Неверовский приводит случай с жителем шамхальского селения Эрпели, являвшийся искусным специалистом своего дела, к которому съезжались больные из гор. Получив известность врачевания среди русских, те в свою очередь посылали своих фельдшеров к нему на обучение, обучающие русские фельдшера отмечали его метод лечения как «заслуживавшего внимания» .

## XX век. Революция. Гражданская война. Советское время

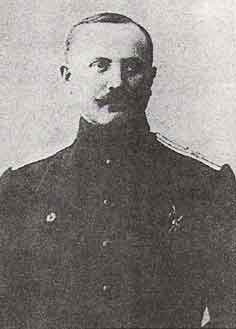
Нухбек Шамхал Тарковский

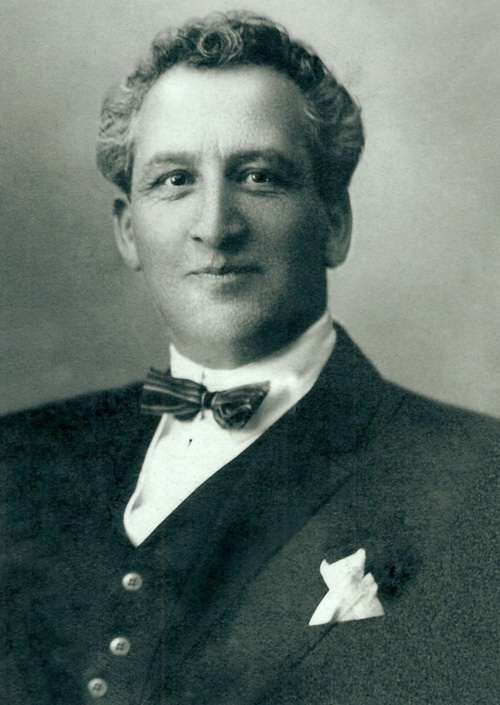
Джелал Эд-Дин Коркмасов

События 1917 года внесли существенные изменения в жизнь кумыков. Созданные на территории Кумыкии органы Временного Правительства были ликвидированы после Октябрьской революции. Кавказ погрузился в пучину Гражданской войны. Кумыкское общество раскололось надвое. В ноябре 1917 года было образовано первое правительство Горской республики (просуществовало для, а уже в январе -феврале 1918 года в регионе провозглашается Терская Советская Республика, которая впоследствии была объединена с Северо-Кавказской Советской Республикой. Её территории были заняты Белой Армией и республика была распущена. В сентябре 1918 года представители второго правительства Горской республики договорились с белыми о совместной борьбе с советскими силами. Однако в мае Дагестан был занят войсками Деникина и Горское правительство объявило о самороспуске. На территории Чечни и Дагестана в 1919—1920 годах существовал Северо-Кавказский эмират, который вёл боевые действия против белых. После поражения ВСЮР на территорию Северного Кавказа распространяется советская власть.
Бесчинства деникинцев не знало границ. Ими были сожжены ряд кумыкских (Доргели и др.) и прочих селений горцев. Они устраивали виселицы для крестьян, массовые расстрелы рабочих, обвиняемые в бальшевизме. Так же обезбашенный пьяный разгульный образ жизни в сопровождении с грабежами, так описывает деникинцев учёный А. И. Османов
В силу таких репрессий, притеснений, а так же гонений деникинцев, по данным ученого А. И. Османова, стало причиной переселения 7 тысяч жителей кумыкской плоскости (прим:собственно кумыков) в  горы .
Об эпизоде военных действий кумыков против войск Деникина имеются следующие данные :
Реввоенсовет XI армии 20 марта 1920 г. издал приказ, согласно кото рому Н. Гикало силами своего отряда предлагалось занять Гудермес, а отряду А. Хорошева, воевавшего под Кизляром, занять Хасавюрт. По распоряже нию Г.К. Орджоникидзе другие части армии должны были занять Владикавказ и к 1 апреля сосредоточить свои главные силы в районе Гудермеса и Хасавюрта. Экспедиционному корпусу XI армии совместно с отрядом Гикало 
было приказано 28 марта овладеть Хасавюртом, что было выполнено успеш но. В телеграмме в РВС Кавказского фронта С.М. Киров писал: «Восставшие 
против Деникина и эмирства кумыки почти хозяева в полосе от Хасавюрта 
до Петровска» .
20 января 1921 года на территории Дагестанской и части территории Терской областей была образована Дагестанская Автономная Советская Социалистическая Республика.
Кумыки играли важную роль в формировании правительств Горской Республики. Нухбек Шамхал Тарковский в разное время был военным министром и министром иностранных дел и занимал должность исполняющего обязанности председателя Совета министров, а видный политический деятель Гайдар Баммат — министром иностранных дел Горской республики.
То же самое можно сказать и про советское движение. В Дагестане образовался Революционный комитет, во главе которого встали Джелал Коркмасов и дворяне из кумыков, перешедшие на сторону большевиков Уллубий Буйнакский (потомок знаменитого Амалат-Бека) и Солтан-Саид Казбеков.
Советский период для кумыков, как и для многих народов, стал тяжёлой и противоречивой эпохой. С одной стороны, кумыкский народ воспользовался культурными и экономическими достижениями советской власти, но с другой стороны, была репрессирована большая часть неугодной кумыкской интеллигенции (Т. Бейбулатов, А. Измайлов, Ал-Кылыч и многие другие), произошёл процесс деэтнизации территории. Положение кумыков в республике ухудшалось. В 1937 году по ложному обвинению в пантюркизме был репрессирован талантливый кумыкский руководитель республики Джелал Коркмасов. В 1944 году насильственной депортации в Хасавюртовский район подверглись жители главных исторических центров кумыков Тарков, Кяхулая и Альбурикента.
В течение всего советского времени происходил процесс переселения горских народов Дагестана на равнину, поощряемый властями республики, в результате чего кумыки превратились в этническое меньшинство на своих этнических территориях. К концу 80-х годов стало совершенно очевидным критическое положение кумыкского этноса: разрушены нормы, регулировавшие хозяйственные отношения на протяжении многих веков и обеспечивавшие передачу навыков земледелия и торговли последующим поколениям; ликвидирована специфическая ниша, которую занимали кумыки в региональном разделении труда; по существу уничтожена национальная интеллигенция; отторгнуты значительные территории, что повлекло за собой не только хищническое разграбление природных ресурсов, но и привело к «размыванию» естественного жизненного пространства этноса.
Весной 1989 сформировалось кумыкское народное движение «Тенглик», его основные цели — провозглашение национального суверенитета Кумыкии, возрождение кумыкской культуры, истории, языка и государственности в составе Федерации народов Дагестана. «Тенглик» сотрудничает с др. общественно-политическими организациями и движениями Дагестана и Кавказа. Существуют др. общественно-политические организации кумыков. («Ватан», «Танг-Чолпан»).

## Распространение Ислама

### Миссионерство
Кумыки фигурируют во множестве исторических хроник как выдающиеся миссионеры, неустанно распространявшие Ислам среди соседних горских народов. Знаменитый турецкий путешественник XVII века Эвлия Челеби свидетельствовал о деятельности ста кумыкских миссионеров, оказавших решающее влияние на обращение кабардинских князей в Ислам.
Профессор К. М. Текеев, в своих фундаментальных трудах, также подчёркивал процесс исламизации Карачая и Балкарии, инициированный выходцами из Кумыкии, которые впоследствии занимали высокие должности кадиев в регионах, где утверждался Ислам.
О распространении Ислама среди балкарцев через деятельность кумыков упоминал и М. М. Ковалевский. Он добавляет, что кумыкские князья целенаправленно направляли миссионеров к балкарцам с целью утверждения Ислама в их среде.
Генерал-майор И.П.Дельпоццо являвшийся приставом Кабарды в 1805-1810 гг. в своей «Записке о Большой и Малой Кабарде», пишет:

«Сии эфенди (кабардинцы) научившись в Дагестане у кумыкских татар читать и писать по татарски, или, правильно сказать магометову закону, возвращаются в Кабарду и стараются всемерно кабардинцев и горцев, то есть всякого рода осетинцев усовершенствовать в магометанском законе».
Согласно данным, представленным Нансеном Фритьофом, кумыки сыграли значимую роль в распространении ислама среди чеченцев, которые вплоть до XVIII века сохраняли христианские верования. Эти сведения находят подтверждение у С. С. Анисимова, который указывает, что проникновение ислама в Чечню в XVI веке произошло под влиянием кумыков, что привело к окончательному вытеснению христианства в XVIII веке. По данным чеченского исследователя И. Арсаханова, аккинцы приняли ислам через кумыков.

### Религиозные центры
Медресе в Кумыкии всегда пользовались популярностью у мусульман. Одни из самых известных располагались (и располагается) в Эндирее, где преподавали богословие и точные науки. Оно называлось "медресе Тафтазани", так как в нем, по мнению татарских ученых, преподавал известный персидский ученый XIV века Сад ад-дин ат-Тафтазани. По сведениям Хусамаддина Ибн-Булгари, Тамерлан посещает Саид ад-Дина в Эндирее и приглашает в столицу своей империи. Также в медресе, по легендам, обучался математик Али аль-Кушчи.
Историк Кумуков Т.Х. писал :
"... Если горский мулла или эфенди заканчивал курс обучения в Эндерийском медресе, то это было вполне достаточной аттестацией о высоком уровне его подготовки в области арабистики и знания основ ислама ... "
Известными выпускниками и преподавателями медресе являлись:
- Мухаммад Аваби Акташи Эндиреевский - кумыкский летописец и историк, автор Дербент-наме.
- Шора Ногмов - кабардинский просветитель.
- Таджетдин Ялчыгул - ученый-историк, богослов и поэт.
- Исхак Абуков - устаз и кадий Кабарды и Карачая
- Идрис Эндиреевский - ученый-богослов, наиб имама Шамиля.
- Ташав-хаджи Эндиреевский - имам Чечни, мудир имама Шамиля.

## Роль кумыкского языка и культуры на Кавказе

### Лингва франка
Учёный Г. М. Дерлугьян относительно роли тюркских языков на Кавказе и за его пределами писал :
«... Почти тысячу лет господствовавшие среди народов степи тюркские языки – кумыкский и татарский – служили, подобно суахили в Восточной Африке или французскому среди аристократий Европы, общей lingua franca на многонациональном Северном Кавказе ...»

В 1848 году преподаватель кавказского татарского, то есть кумыкского, Тимофей Никитич Макаров написал первую грамматику на русском для одного из северокавказских языков, коим стал международный в регионе кумыкский. Т. Макаров писал:
Изъ племенъ, говорящихъ Татарскимъ языкомъ, мнѣ болѣе всѣхъ Понравились Кумыки, какъ по опредѣленности и точности языка, такъ и по близости къ европейской цивилизаціи, но главное, я имѣлъ въ виду то, что они живутъ На Лѣвомъ Флангѣ Кавказской Линіи, гдѣ у насъ военныя дѣйствія и гдѣ всѣ племена, кромѣ своего языка, говорятъ и по-Кумыкски.
Лингвист-тюрколог А. Н. Кононов также отмечал, что кумыкский являлся древнейшим из тюркских языков Северного Кавказа и «для Северного Кавказа, равно как и азербайджанский язык для Закавказья, были своеобразными лингва франка». Дерлугьян Георгий так пишет о роли кумыкского языка:
Почти тысячу лет господствовавшие среди народов степи тюркские языки — кумыкский и татарский — служили, подобно суахили в Восточной Африке или французскому среди аристократий Европы, общей лингва франка на многонациональном Восточном Кавказе. Когда ввиду геополитических перемен Великая степь Евразии перестала быть пограничьем, на смену тюркским наречиям в качестве языка межнационального общения пришёл русский.
Вембери в XIX веке описывал роль кумыкского следующими словами:
Что касается культурных отношений кумыков, как мы по ходу заметили, то многие кавказские народы находятся под их влиянием и присвоили себе кумыкский язык и религиозным делам обучались у кумыков. Кумыкский язык понимают и частично также говорят кабардинские жители гор: Балкара, Безенги, Чегема, Хулама и Урусбия. Также часть чеченцев и лезгин понимает этот язык, и если сегодня русские удивляются, что этот турецкий диалект ещё не потерял своего значения, то сами русские являются здесь новичками, в то время как кумыки, принявшие ислам, уже в раннем средневековье среди языческих жителей играли роль культуртрегеров, мусульманских миссионеров.
Кумыкский являлся официальным языком Северо-восточного Кавказа в отношениях с русской администрацией. В Дагестане в отношении к исключительно кумыкскому также употребляется лингвоним «мусульманский язык» (бусурман тил).
Норвежский исследователь Нансен, Фритьоф, побывавший в Дагестане, дал следующую характеристику о кумыках:
Перевод:

"Кумыки - мирный, стойкий, трудолюбивый, предприимчивый и чистоплотный народ. Дома относительно просторные - рабочие комнаты внизу, а наверху отдельные комнаты для мужчин и женщин с окнами и открытым балконом спереди. Они сунниты, но также могут поддерживать хорошие отношения с шиитами. Они занимаются рыболовством в Каспийском море, разводят скот (в основном овец и лошадей) и содержат пчел; сейчас они также занимаются некоторыми видами сельского хозяйства через орошение. Они отличные наездники и ловят диких лошадей лассо, которых эти бесстрашные наездники быстро приручают. Они также торговцы, продающие свои ковры, овечью шерсть, шкуры, рыба, соль и т. д., в больших количествах в Персию, и получают другие товары, которые они продают лезгинам. Основным торговым центром был Тарку, с гаванью, которая сейчас называется Махач-Кала. У них аристократическая социальная система степных жителей, с правителями, дворянами, обывателями и рабами."
Ещё в конце XIX в. кумыкский играл роль средства межнационального общения и в регионах, где практически не сохранилось кумыкское населения, к примеру, в ингушско-осетинском пограничье.
В советское время роль кумыкского была закреплена 29 июня 1923, когда он был объявлен государственным в ДАССР, в связи с тем, что большая часть населения коренного Дагестана говорит и понимает тюркско-кумыкский язык. Опыт, проделанный по преподаванию тюркского языка в школах Нагорного Дагестана, дал блестящие результаты. Было отмечено, что «тюркско-кумыкский» язык является единственным языком общения граждан коренного Дагестана..

### Современные этнонимы народов, полученные от кумыков
Кумыки дали название современным аварцам и даргинцам, от которых русские заимствовали их, и стали называть сей народы. Об этом писал и С. С. Анисимов, по его сведениям — «название «авары» дано племенам, говорящим аварским языком, их соседями кумыками, и что обозначает беспокойный» .

## Карты

### Этнографические карты

Кумыки, отмеченные на карте османского путешественника Катиба Челеби в районе Эндирея — «Кумук Ери/место кумыков». Язык огузский на аджаме. 1648 год.
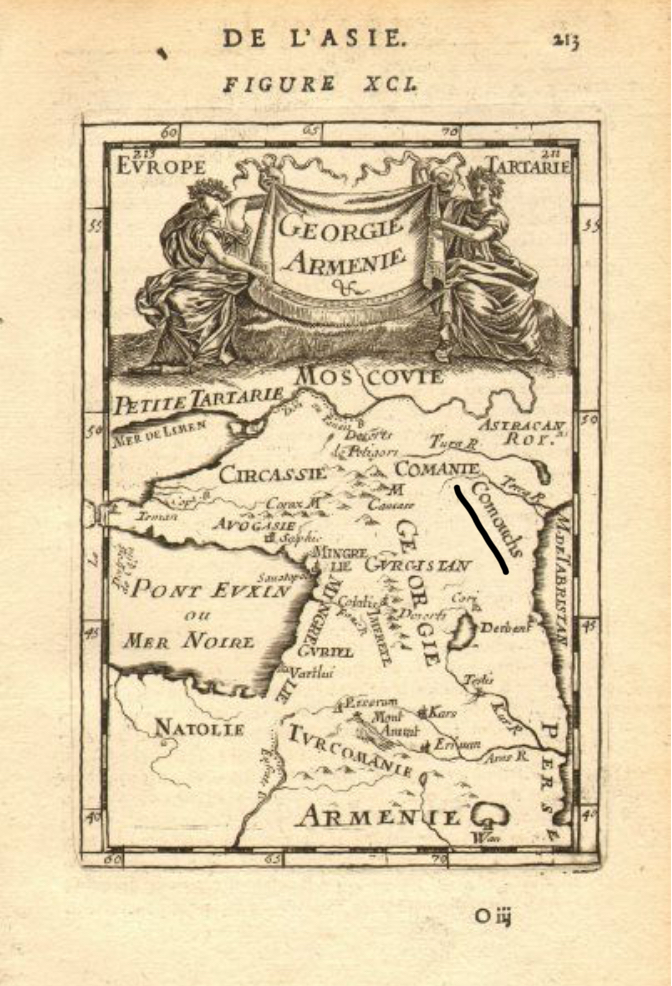
Кумыки (отмеченные маркером) на карте Аллона Маллета, 1683-й год.
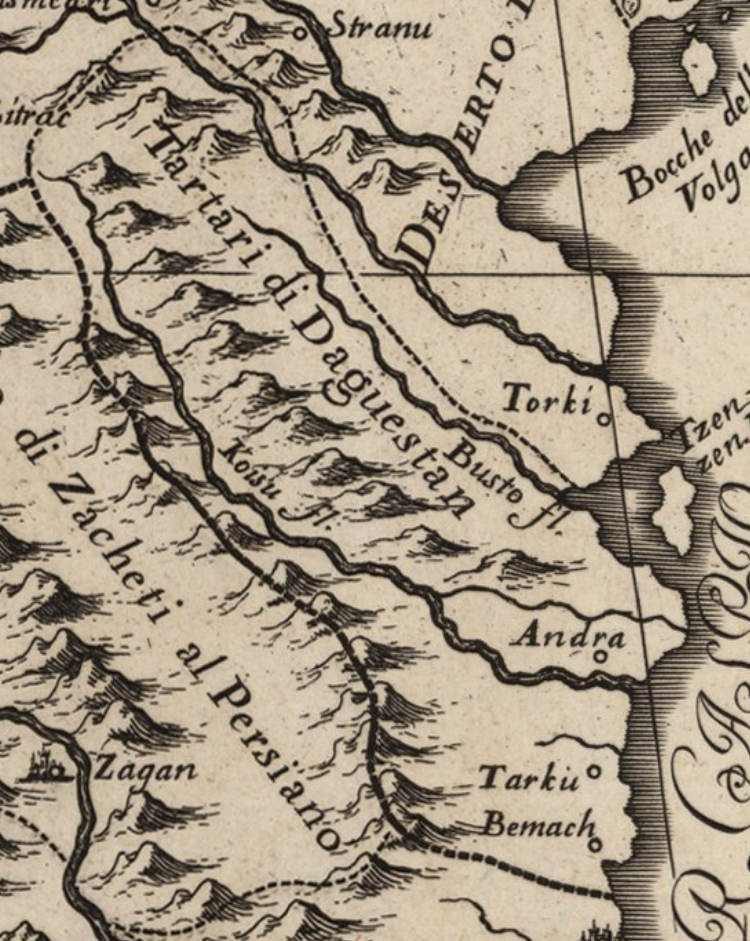
Кумыки, отмеченные дагестанскими татарами, с подчеркнутой границей проживания на карте — Giacomo Giovanni Rossi - Giacomo Cantelli da Vignola, Rome, 1684-год.
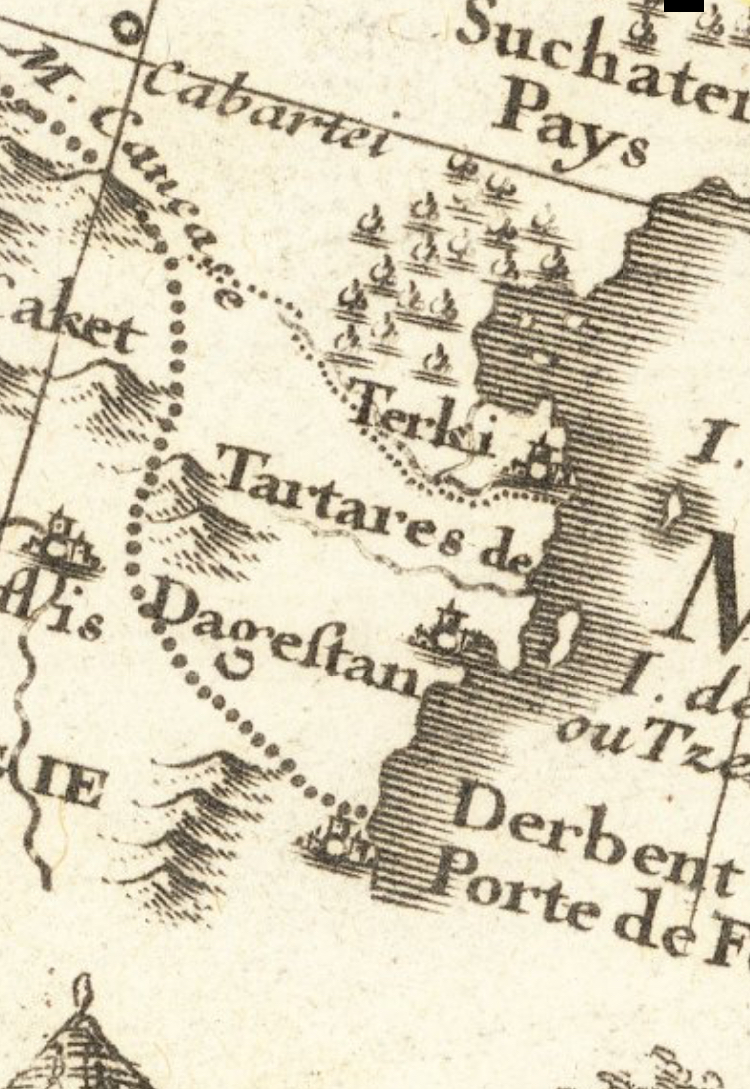
Кумыки, отмеченные дагестанскими татарами на карте 1706 года, с проведённой линией проживания народа  — Carte de Tartarie dressee sur les Relation, Paris
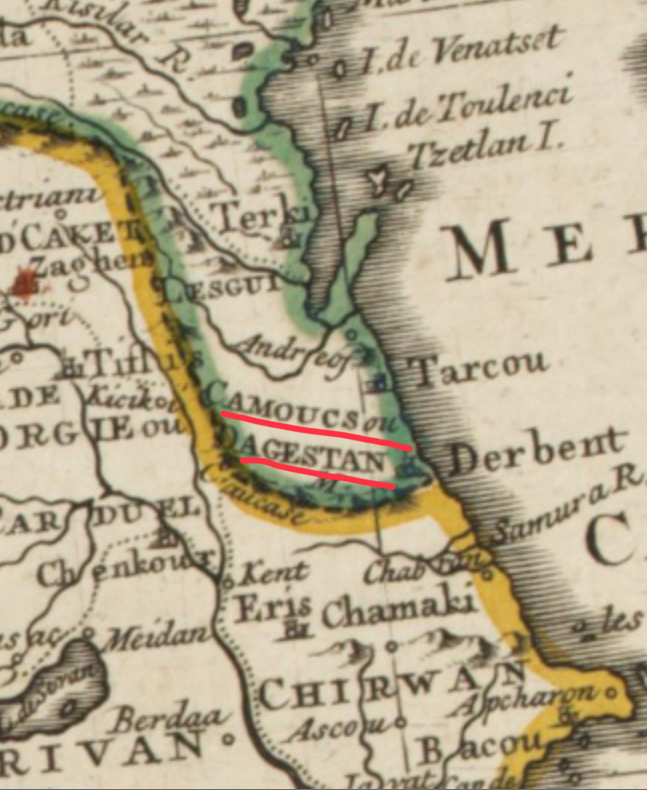
Кумыки (обозначенные маркером), упомянутые на карте — Carte de la Turquie de L'Arabie et de la Perse, Amsterdam, как дагестанские Кумуки в 1751-м году
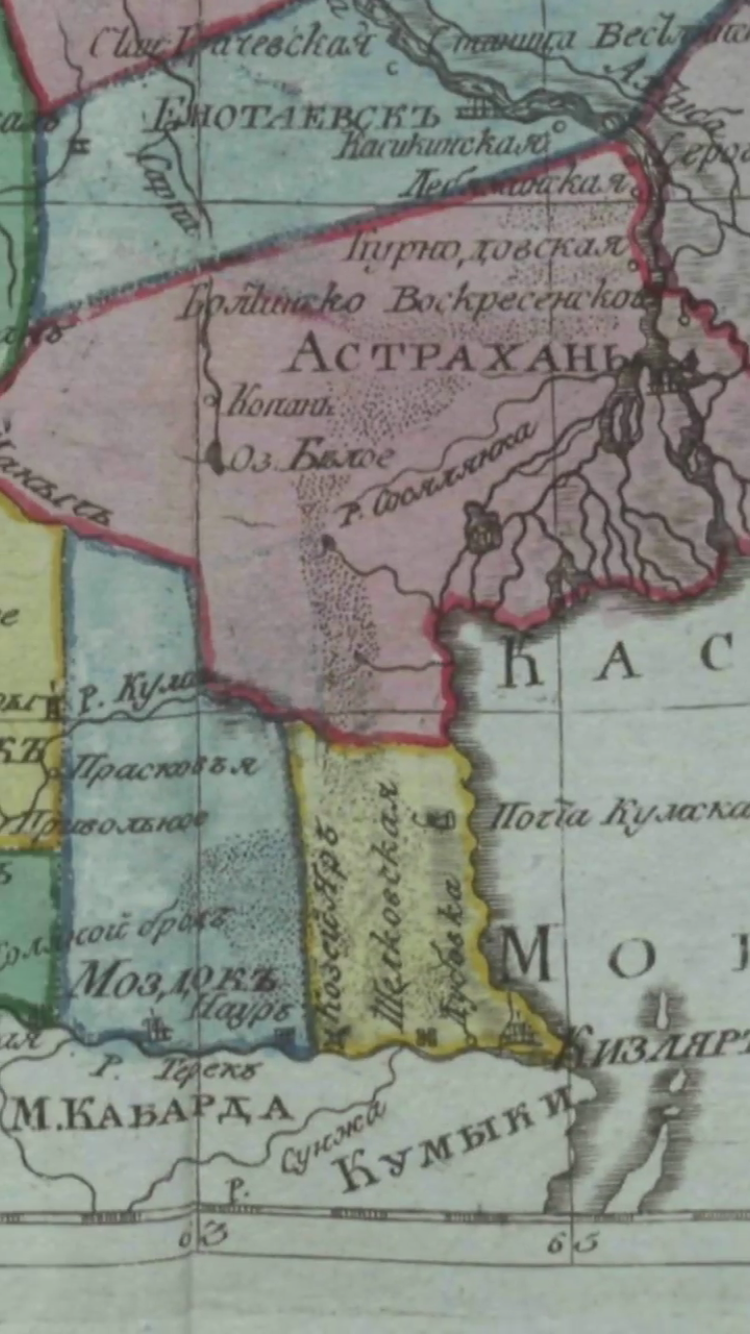
Кумыки на карте  — Кавказское наместничество, разделённая на 9 уездов и земли донских и черноморских казаков, 1796-й год.
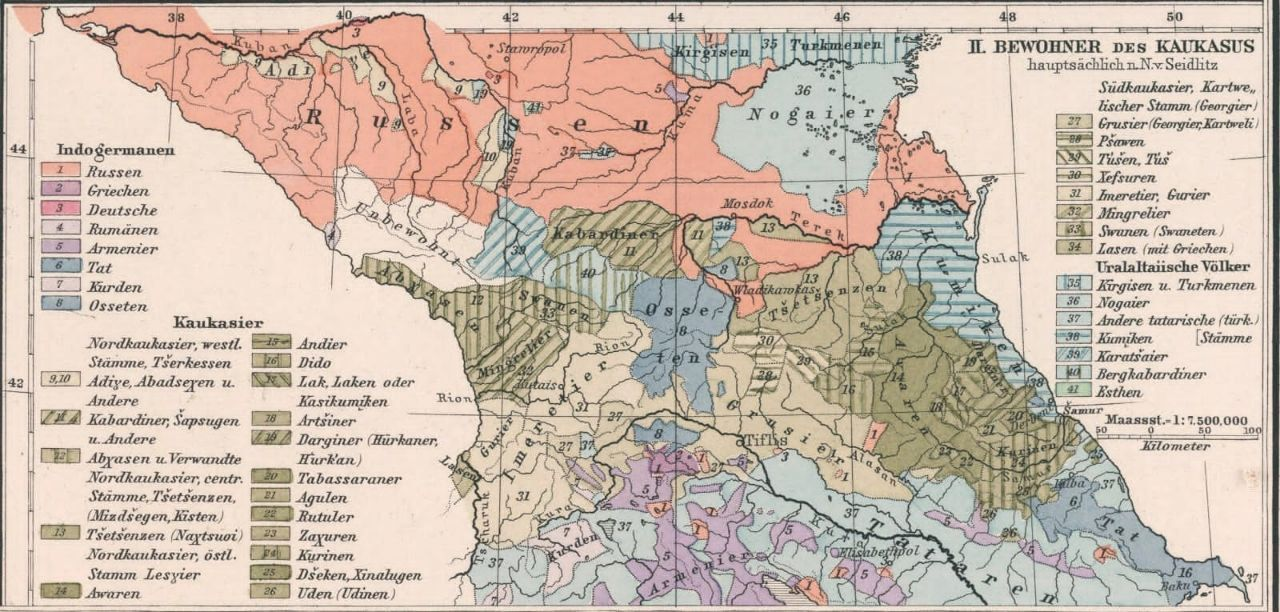
Этнографическая карта Европы 1800 года Dr. G. Gerland, Кавказ. Кумыки под номером 38.
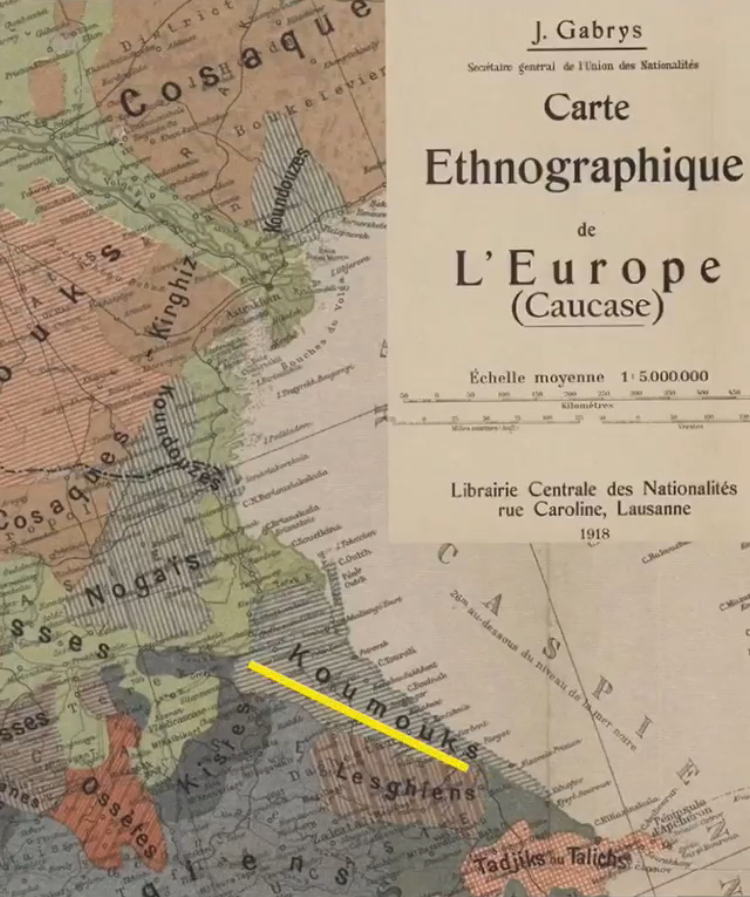
Кумыки (отмеченные маркером) на этнографической карте Европы под авторством Дж. Габриса, 1918-й год.
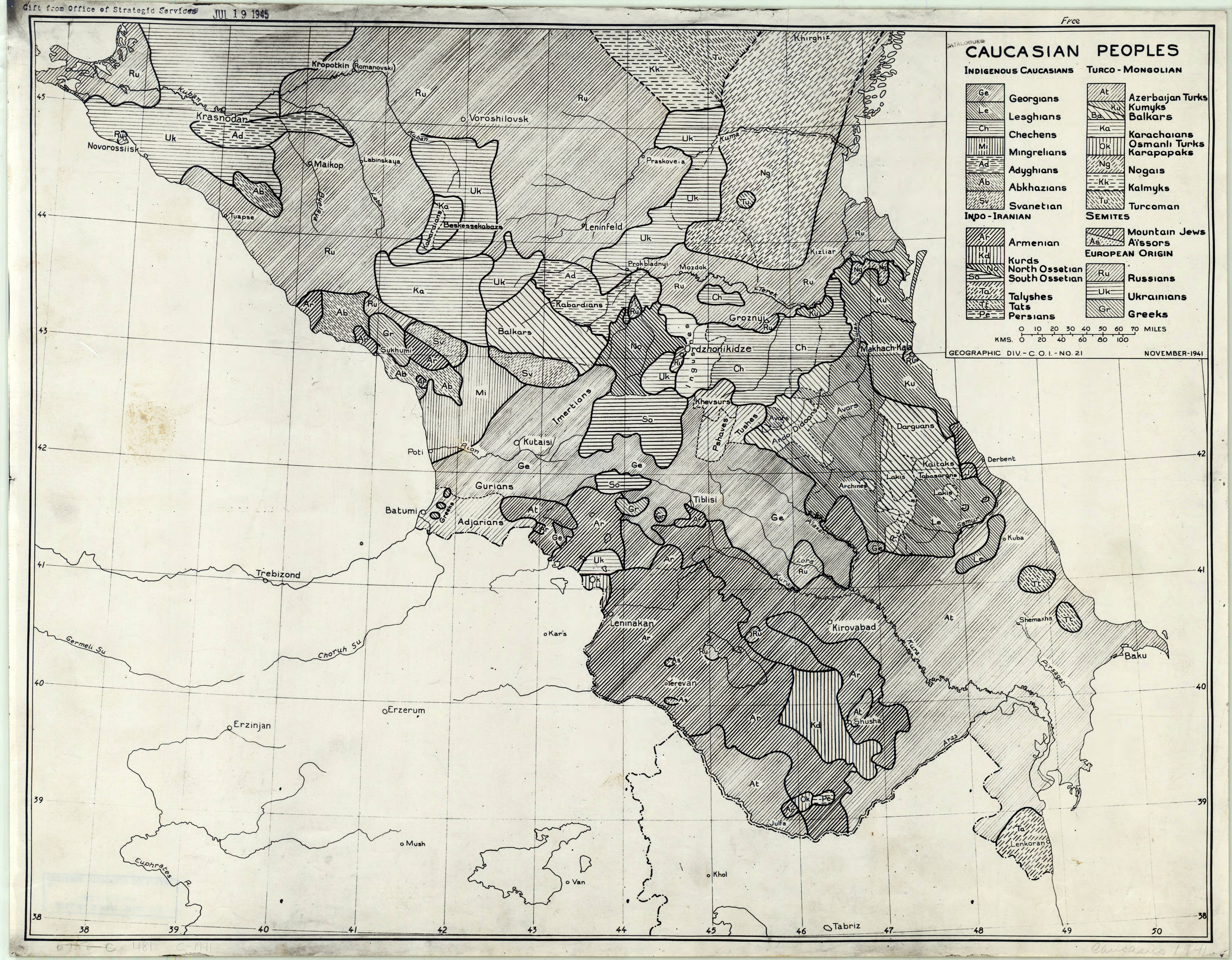
Кумыки  (отмеченные буквами Ku) на этнографической карте Кавказа. Изд. Washington,D.C.:United States.Office of Strategic Services.Geographic Division. 1941-й год.

### Топонимические карты

Тарки указан как обширная область и крупный город внутри Империи Сефевидов — «Карта империи Тимуридов в наибольшей степени на февраль 1405 г».
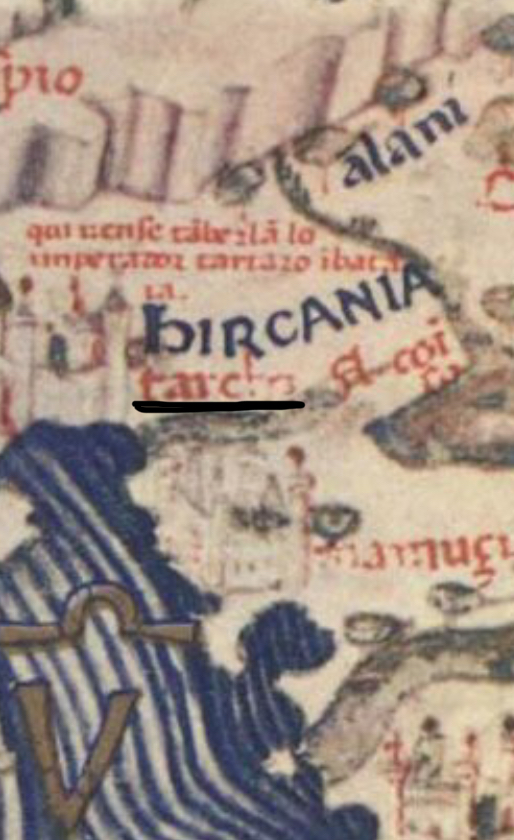
Тарки  (Таргу) на карте —  Круглая карта мира венецианского монаха Фра Мауро с острова Мурано и картографа Андреа Бьянко. Изготовлен по заказу будущего португальского короля Аффонсу V, 1459-й год. Отмечено маркером.
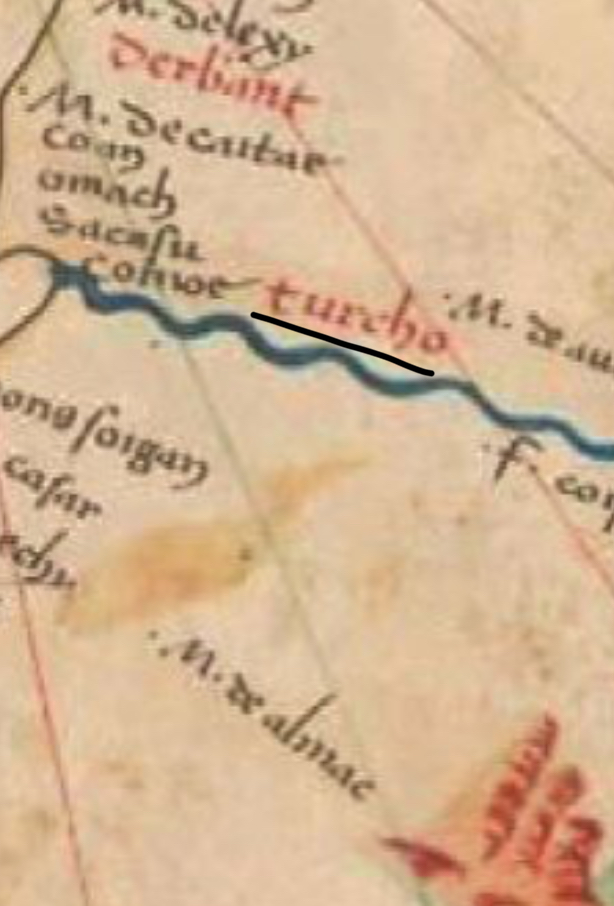
Тарки, указан как крупный город на карте — Mar caspio Portolano manosritto Geneva, 1519-й год. Отмечен маркером. Так же указано слово «Кумук» в прибрежной зоне.
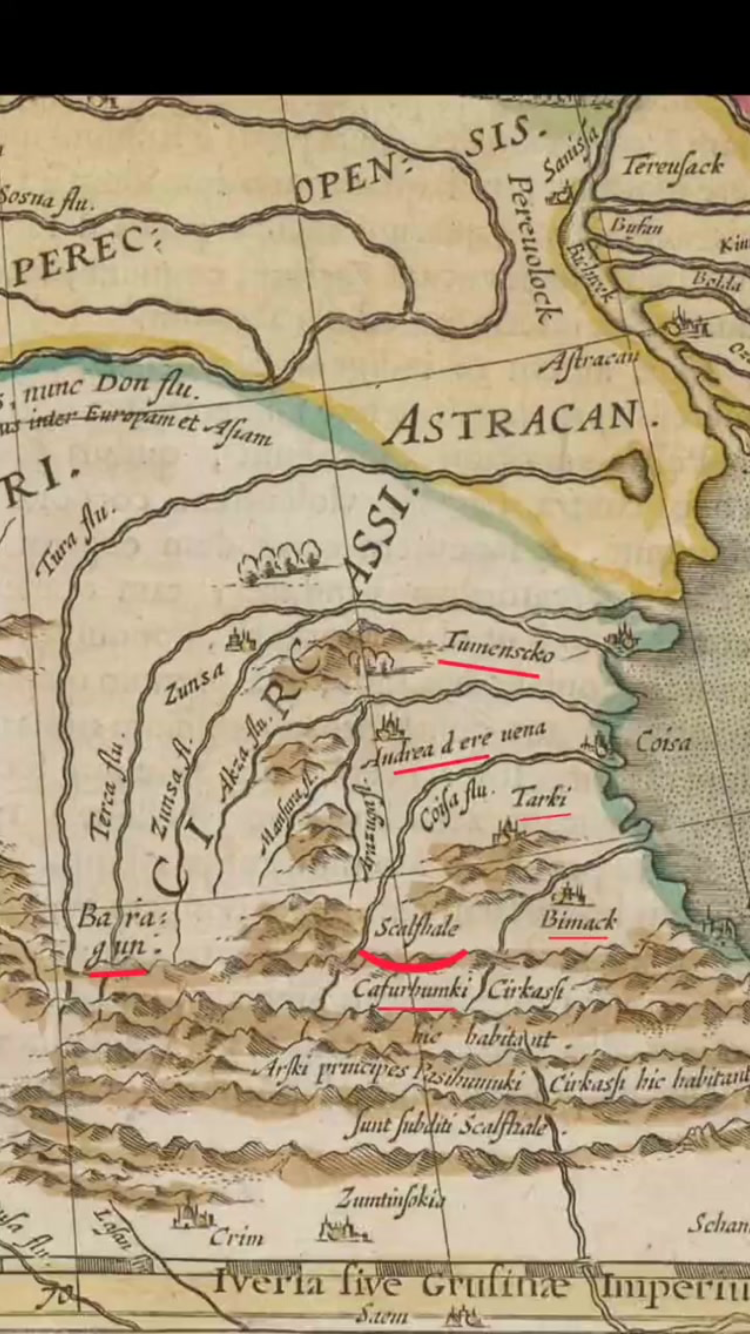
Тарки (город), Эндирей (город), Бойнак (город), Кафыр-Кумух (н/п) и Бораган (н/п) на карте Гесселя Герритса, 1613-й год. Отмечены маркером.
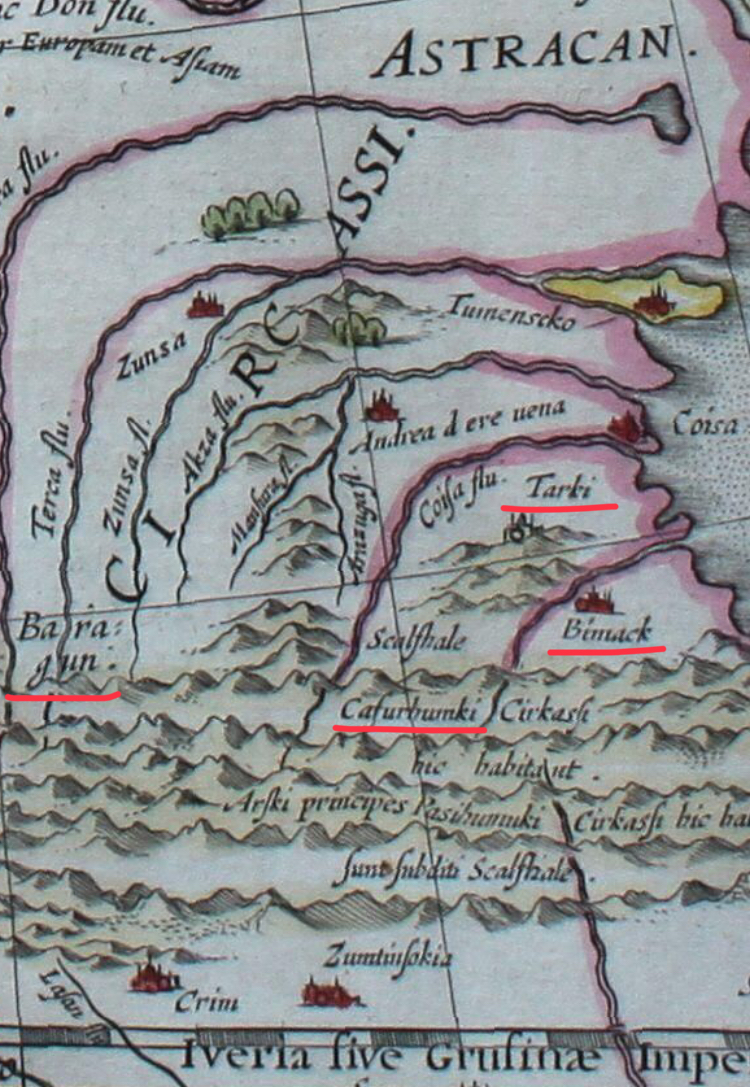
Тарки, Эндирей, Бойнак, Кафыр-Кумух, Бораган на карте Tzaris Boris — abula Russiae ex autographo quod delineandum curavit Foeder filius, Frankfurt. 1640-й год. Отмечены маркером.
Тарки, Эндирей и Бойнак обозначены крупными городами на карте османского путешественника Катиба Челеби. 1648 год.
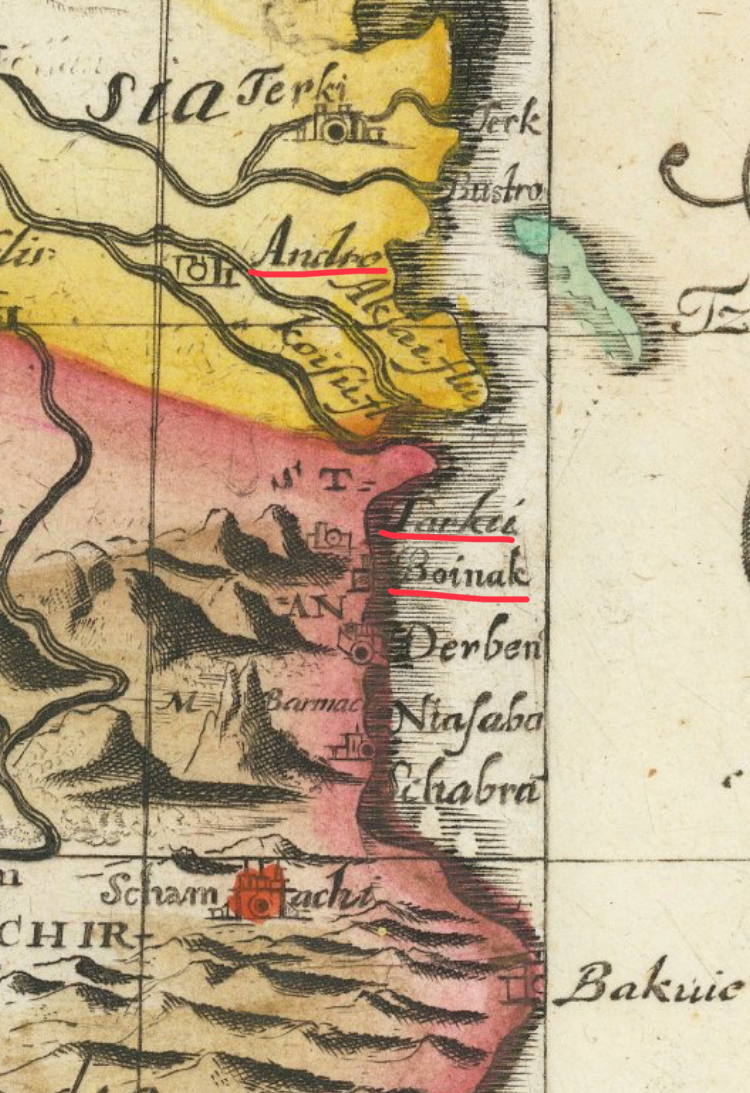
Тарки, Бойнак и Эндирей на карте Адама Олеария — Nova Delineatio Persiae et Confiniorum Veteri longe accuratior edita Anno. 1655-й год. Обозначены маркером.
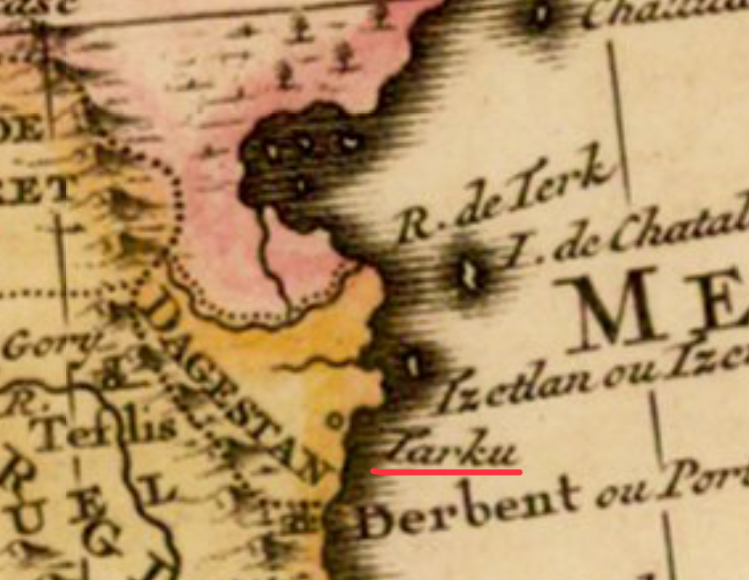
Тарки на карте Henri Chatelain — Carte de la Turquie, de L'Arabie et de la Pers avec leurs dependances. 1719-й год. Отмечено маркером.
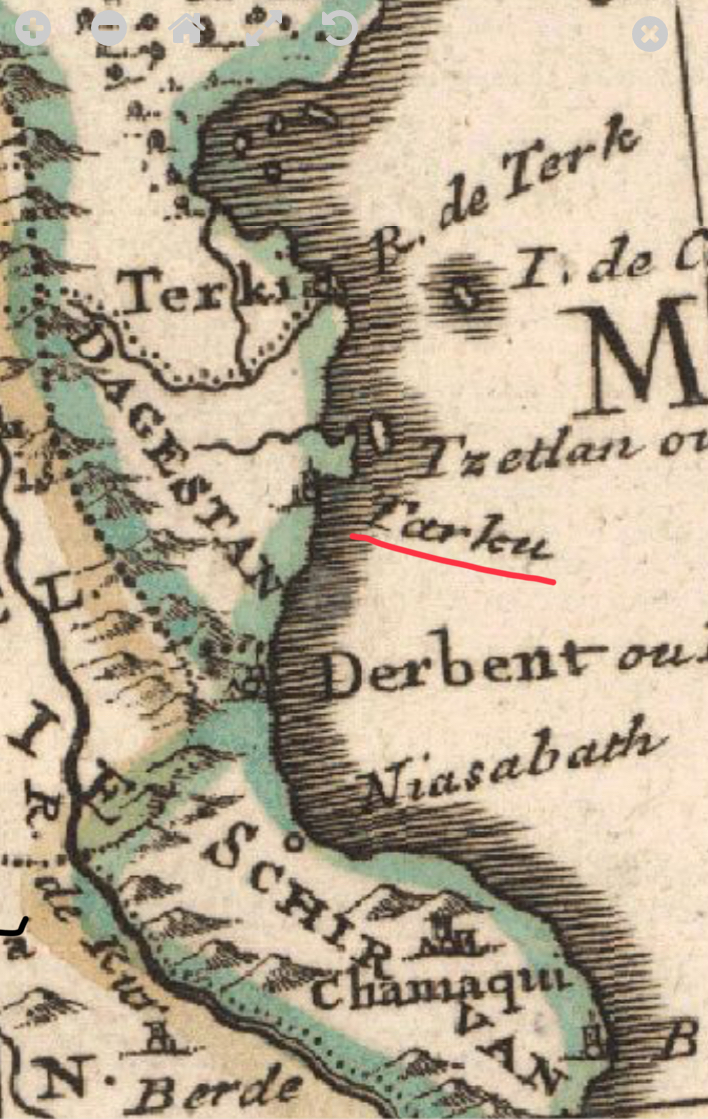
Тарки на карте — carte de la turquie de l'arabie et de la perse, dresse sur les memories les plus regens rectifiez par les observations de mrs. de l'academie royale, des scinces. 1720-й год. Обозначен маркером.
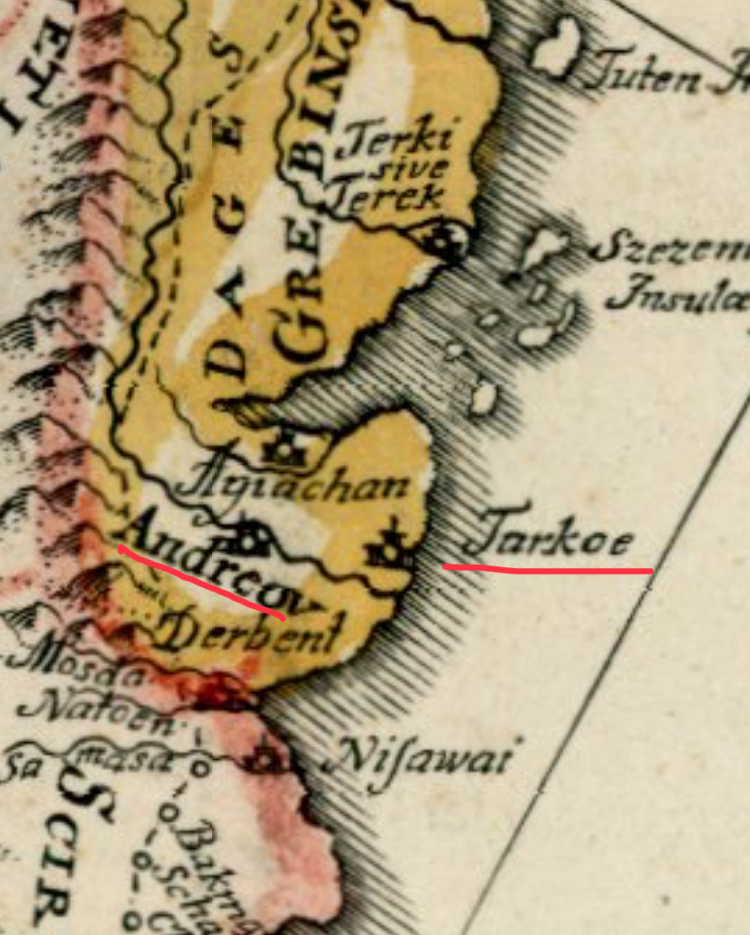
Тарки и Эндирей, упомянутые как крупные города на карте  Рhillip Jonnanova — «Descriptio geographica Tartariae magnae tam orientalis». 1730-й год. Отмечены маркером.
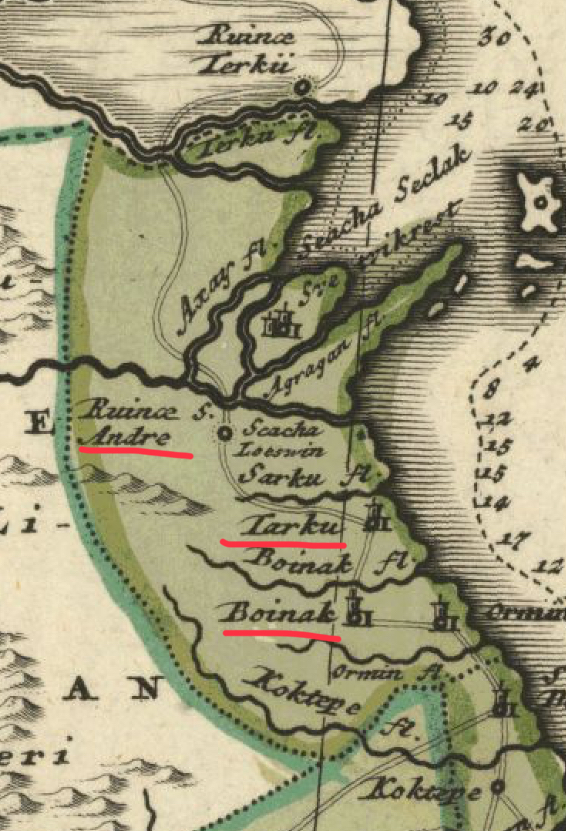
Тарки, Эндирей и Бойнак на карте — Nova Maris Caspi Et Region Usbeck Cum Provinces Adjacentibus vera delineatio. 1735-й год. Отмечено маркером.
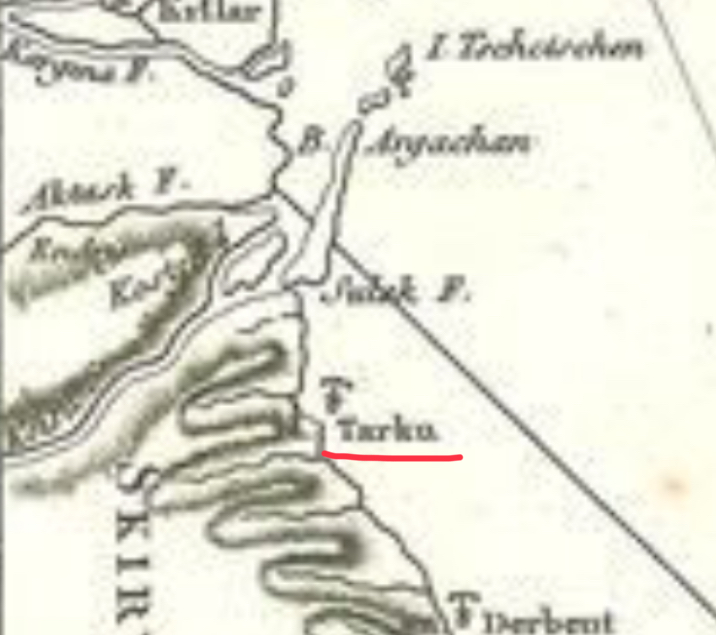
Тарки (город) на карте — Carte de la Caspienne, Johan Anton Guldenstadt, 1785 год. Отмечен маркером.